# Templo Expiatório da Sagrada Família

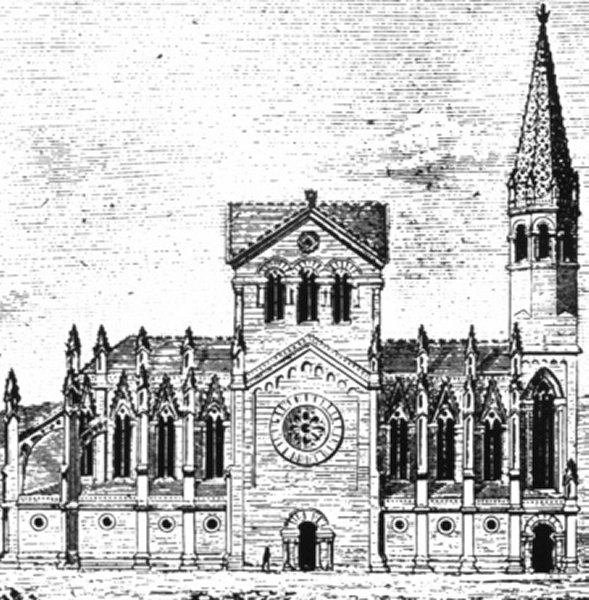
Projeto neogótico de Francisco de Paula del Villar y Lozano

Templo Expiatório da Sagrada Família (em catalão: Temple Expiatori de la Sagrada Família), também conhecido simplesmente como Sagrada Família, é um grande templo católico da cidade de Barcelona, Catalunha, Espanha, desenhado pelo arquiteto catalão Antoni Gaudí, e considerado por muitos críticos como a sua obra-prima e expoente da arquitetura modernista catalã. Financiado unicamente por contribuições privadas, o projeto foi iniciado em 1882 e assumido por Gaudí em 1883, quando tinha 31 anos de idade, dedicando-lhe os seus últimos 40 anos de vida, os últimos quinze de forma exclusiva. A construção foi suspensa em 1936 devido à Guerra Civil Espanhola e não se estima a conclusão para antes de 2026, centenário da morte de Gaudí.
A construção começou em estilo neogótico, mas o projeto foi reformulado completamente por Gaudí ao assumi-lo. O templo foi projetado para ter três grandes fachadas: a Fachada da Natividade, quase terminada com Gaudí ainda em vida, a Fachada da Paixão, iniciada em 1952, e a Fachada da Glória, ainda por completar. Segundo o seu proceder habitual, a partir de esboços gerais do edifício Gaudí improvisou a construção à medida que esta avançava. O templo, quando estiver terminado, disporá de 18 torres: quatro em cada uma das três entradas-portais, a jeito de cúpulas; irá ter um sistema de seis torres, com a torre do zimbório central dedicada a Jesus Cristo, de 170 metros de altura, outras quatro ao redor desta, dedicadas aos evangelistas, e um segundo zimbório dedicado à Virgem. O interior estará formado por inovadoras colunas arborescentes inclinadas e abóbadas baseadas em hiperboloides e paraboloides buscando a forma ótima da catenária. Estima-se que poderá levar no seu coro 1 500 cantores, 700 crianças e cinco órgãos. Em 1926, ano em que morreu Gaudí, apenas estava construída uma torre. Do projeto do edifício só ficaram planos e um modelo em gesso que resultou muito danificado durante a Guerra Civil Espanhola. Desde então prosseguiram as obras: atualmente (2025) estão terminados os portais da Natividade e da Paixão, e foi iniciado o da Glória, estando em construção as abóbadas interiores.
A obra realizada por Gaudí — a fachada da Natividade e a cripta — foi incluída pela UNESCO em 2005 no Sítio do Património Mundial com o título «Obras de Antoni Gaudí».

## História
O propósito de construir um templo expiatório dedicado à Sagrada Família em uns novos terrenos do Eixample barcelonês foi do livreiro Josep Maria Bocabella, para o que fundou a Associação de Devotos de São José. Para isso foi adquirido um quarteirão inteiro do Eixample num lugar conhecido como El Poblet, perto do Camp de l'Arpa, em Sant Martí de Provençals, entre as ruas Provença, Maiorca, Marina e Sardenya.
O projeto foi entregue em primeiro lugar a Francisco de Paula del Villar y Lozano, que propôs um conjunto neogótico, recusando a sugestão de Bocabella de fazer uma réplica do Santuário da Santa Casa de Loreto. O projeto de Villar consistia numa igreja de três naves, com os elementos típicos do gótico, como os vitrais alveolados, os contrafortes exteriores e um alto campanário em forma de agulha. A primeira pedra foi colocada a 19 de março de 1882, dia de São José, com a presença do então bispo de Barcelona José María Urquinaona. Gaudí assistiu à cerimónia, já que tinha trabalhado como ajudante de Villar em vários projetos. As obras não se iniciaram até 25 de agosto de 1883, sendo adjudicadas ao empreiteiro Macari Planella i Roura.
Em 1883, Villar renunciou por desavenças com Joan Martorell, arquiteto assessor de Bocabella. O projeto foi oferecido ao próprio Martorell, mas, ao recusar, este foi oferecido a um jovem Gaudí de 31 anos; Gaudí fora ajudante de Martorell em várias construções, fato que motivara a recomendação de Gaudí, que ainda não executara grandes obras. Ao encarregar-se Gaudí do projeto, modificou-o por inteiro — salvo a parte já construída da cripta — imprimindo-lhe o seu estilo peculiar. Durante os remanescentes 43 anos da sua vida trabalhou intensamente na obra, os últimos 15 anos de forma exclusiva. Esta dedicação tão intensa tem a sua explicação, para além da magnitude da obra, pela circunstância de Gaudí definir muitos aspetos à medida que a construção avançava, em lugar de os ter concretizado previamente nos seus planos e instruções. Por isso a sua presença pessoal na obra era de grande importância.
Durante a vida de Gaudí somente foi feita a fachada da Natividade, com escultura de Carles Mani, Llorenç Matamala e Joan Matamala, contando com os desenhos de Ricard Opisso; Gaudí apenas chegou a ver coroada a torre de São Barnabé antes do seu falecimento. À morte de Gaudí encarregou-se das obras o seu ajudante Domènec Sugrañes, durante os anos 1926-1936, acabando as três torres que ficavam na fachada da Natividade.
Durante a Guerra Civil Espanhola ficou destruída na sua maior parte a oficina na qual Gaudí trabalhara, e onde se encontravam os seus croquis, maquetes e modelos. Por esta causa e pela particular maneira de trabalhar Gaudí, não ficaram planos nem diretrizes a respeito de como devia terminar-se o templo. Portanto, quando em 1944 prosseguiu a construção da Sagrada Família, teve de definir-se em primeiro lugar como devia proceder-se, para edificar o templo da forma mais fiel aos princípios de Gaudí.

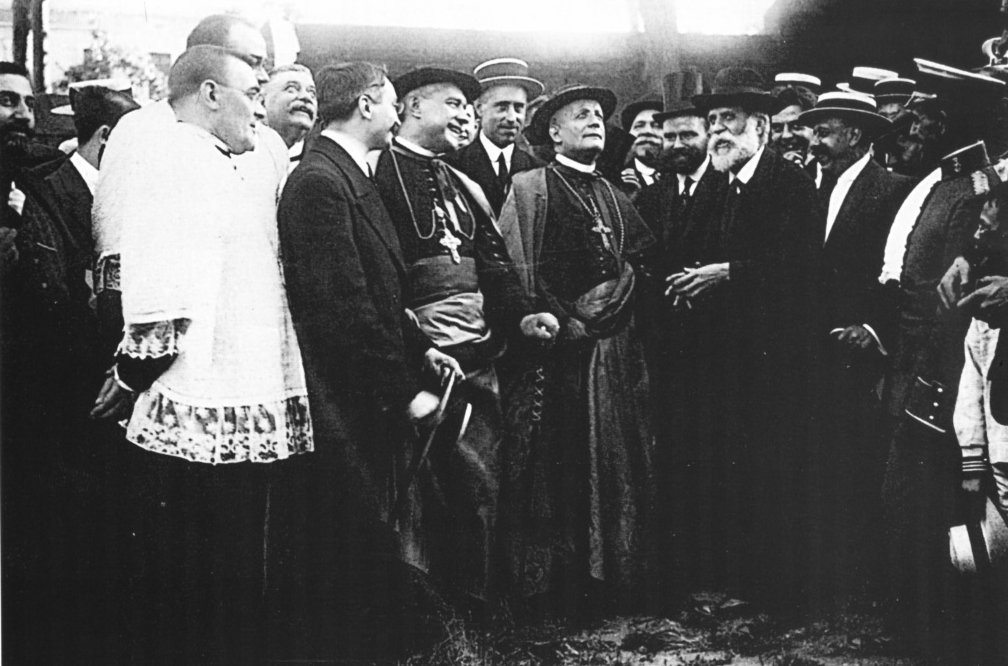
Gaudí mostra as obras do templo ao núncio apostólico do Vaticano, Francesco Ragonesi (1915). Naquela ocasião Ragonesi qualificou Gaudí como "o Dante da arquitetura" e afirmou que "a sua obra é um dos maiores poemas cristãos em pedra".

À frente desta gigantesca tarefa estiveram os arquitetos Francesc Quintana, Isidre Puig i Boada e Lluís Bonet i Garí, enquanto da obra escultórica se encarregou Jaume Busquets. Posteriormente, quando se construiu a fachada da Paixão, o conjunto principal das figuras escultóricas foi encarregado a Josep Maria Subirachs. As obras deste último originaram certa polêmica, devido a ter criado esculturas totalmente contemporâneas afastadas do estilo realista que Gaudí incluiu na fachada da Natividade. O escultor japonês Etsuro Sotoo colaborou em algumas esculturas da fachada da Natividade. Desde 1987 que as obras estão sob a direção do arquiteto Jordi Bonet i Armengol.
Um dos pontos que suscitou maior controvérsia em relação ao templo é a sua situação no tecido urbanístico de Barcelona: quando começaram as obras encontrava-se num descampado, mas rapidamente ficou integrado no rápido desenvolvimento da cidade em princípios do século XX. Em 1905 Gaudí realizou um projeto para englobar a Sagrada Família dentro do Plano Jaussely, o novo projeto de alargamento barcelonês: concebeu situar o templo dentro de uma zona ajardinada em forma de estrela octogonal, que teria proporcionado uma excelente visão do templo a partir de todas as zonas circundantes. Finalmente, devido ao custo dos terrenos, reduziu o projeto a uma estrela de quatro pontas, que permitia uma ampla visão de todos os vértices. Contudo, o plano de Gaudí não se levou a cabo: em 1975 a Câmara Municipal de Barcelona realizou um estudo urbanístico que previa reabilitar uma zona em forma de cruz em torno da Sagrada Família, com quatro praças ajardinadas em cada extremo do templo; mesmo assim, atualmente existem apenas duas destas praças, e a criação dos novos espaços implicaria demolir vários edifícios, pelo qual ainda se estuda a solução ideal para enquadrar a Sagrada Família numa envolvente apropriada.
O Templo da Sagrada Família teve vários eventos destacados: em 1920 celebrou-se o Ano Jubilar de São José com procissões, peregrinações e missas, e cantou-se o Aleluia de O Messias de Händel por mil cantores de orfeões vindos de toda a Catalunha, dirigidos por Lluís Millet. Em 1953, por ocasião do 35º Congresso Eucarístico Internacional celebrado em Barcelona, foi inaugurada a iluminação artística da fachada da Natividade. Em 1981 abriu-se a praça Gaudí frente à Sagrada Família, com um projeto de jardins de Nicolau Maria Rubió i Tudurí, onde se destaca o tanque, em cujas águas fica refletido o templo. Ao ano seguinte, por ocasião do centenário da colocação da primeira pedra, o templo recebeu a visita do Papa João Paulo II. Igualmente, a 18 de março de 2007 foi comemorado o 125.º aniversário da colocação da primeira pedra do templo com uma festa, concertos e bailando uma sardana em redor de todo o templo. O templo é palco habitual de numerosos atos culturais e encontros religiosos.

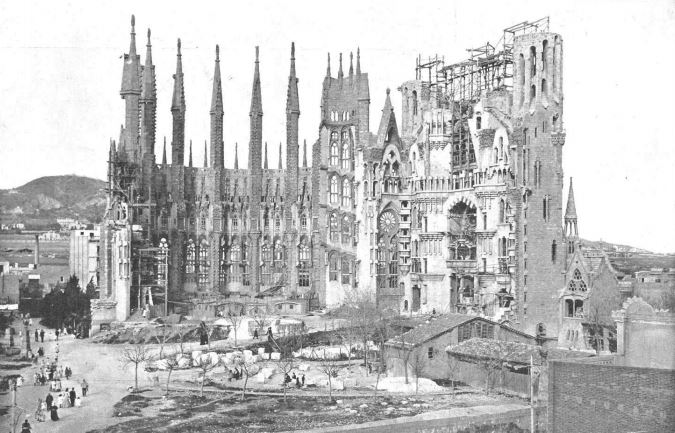
Gravura da obra em 1906
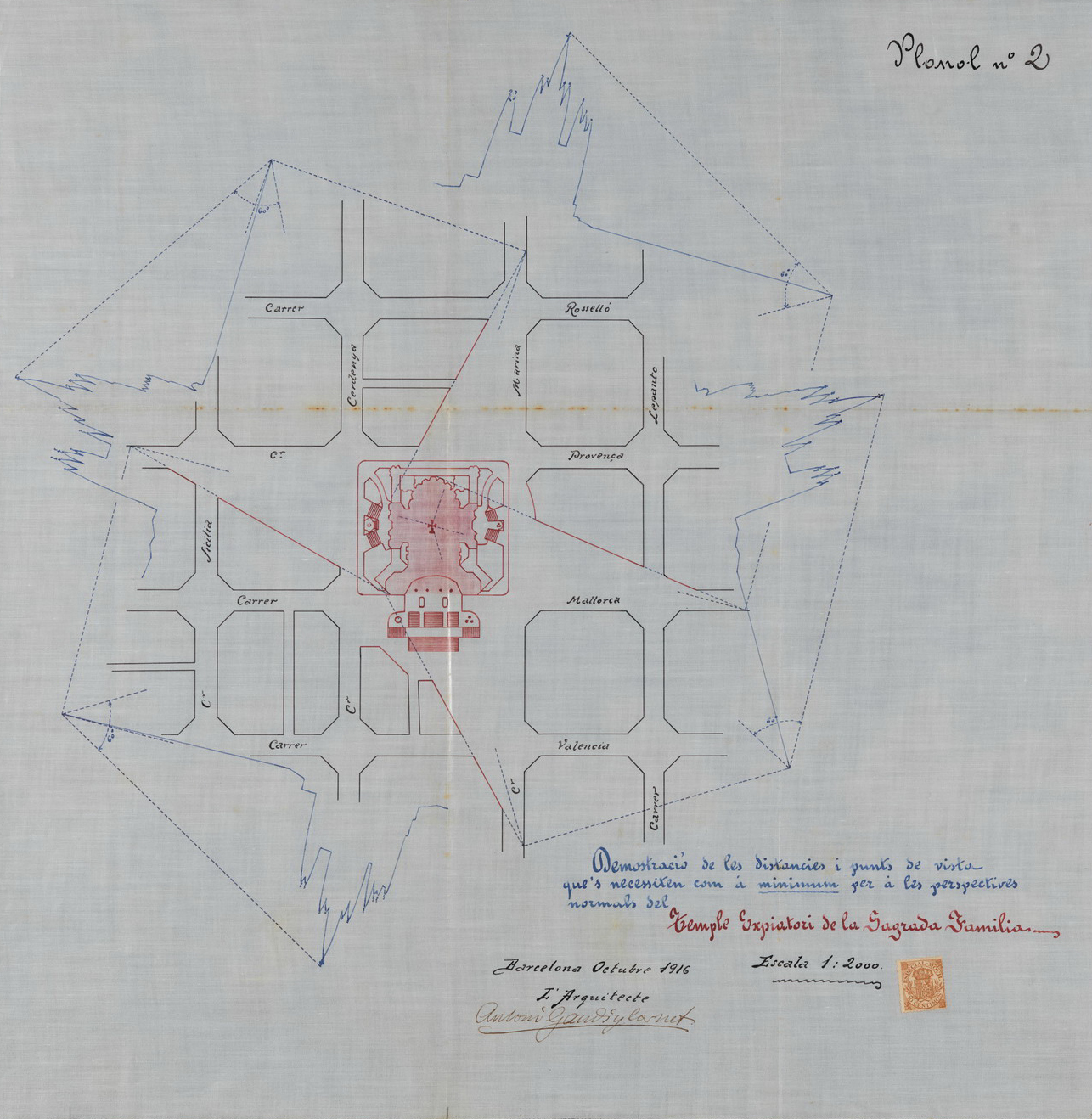
Projeto de praça estrelada para a Sagrada Família (1916)
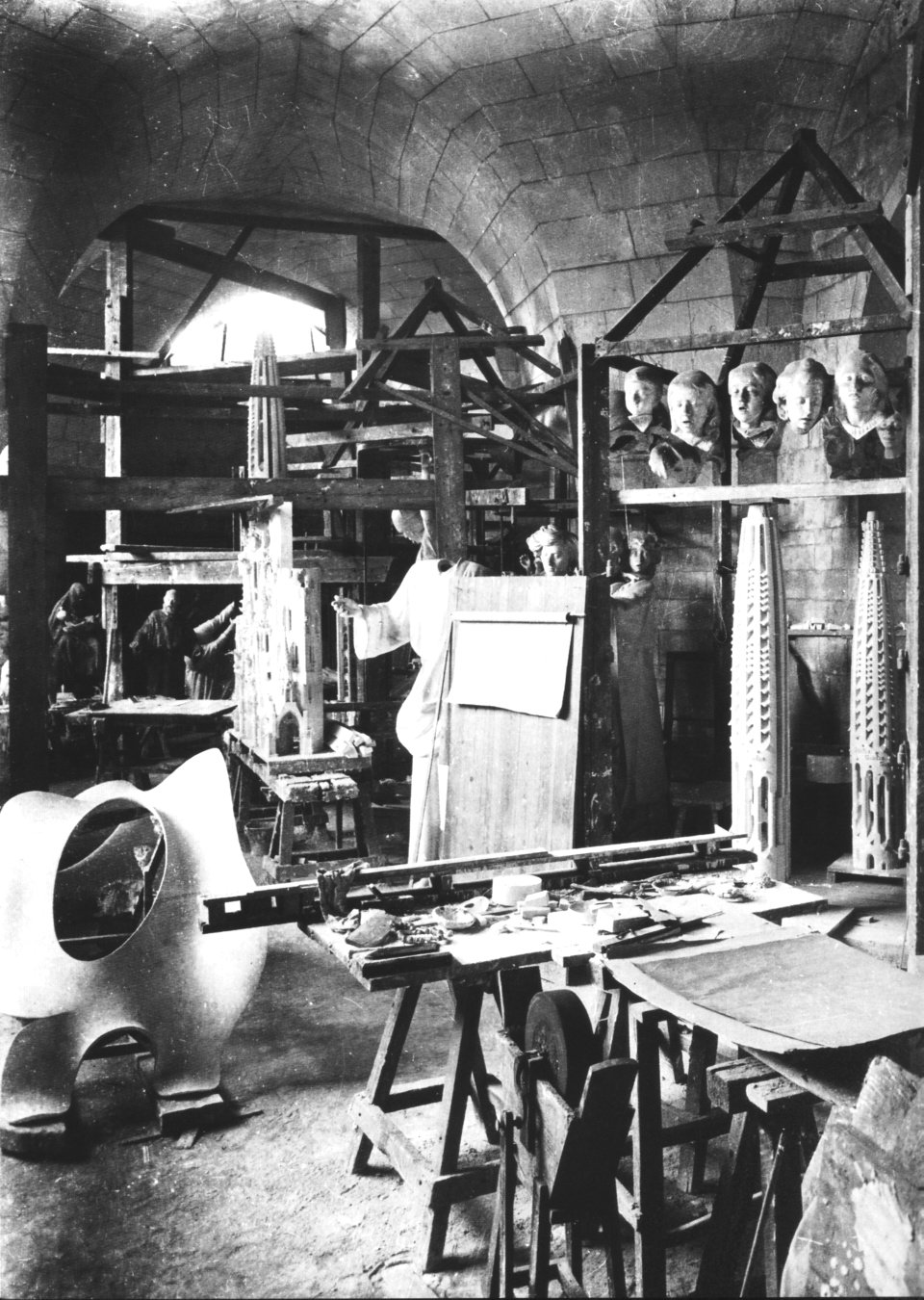
Oficina da Sagrada Família em 1926
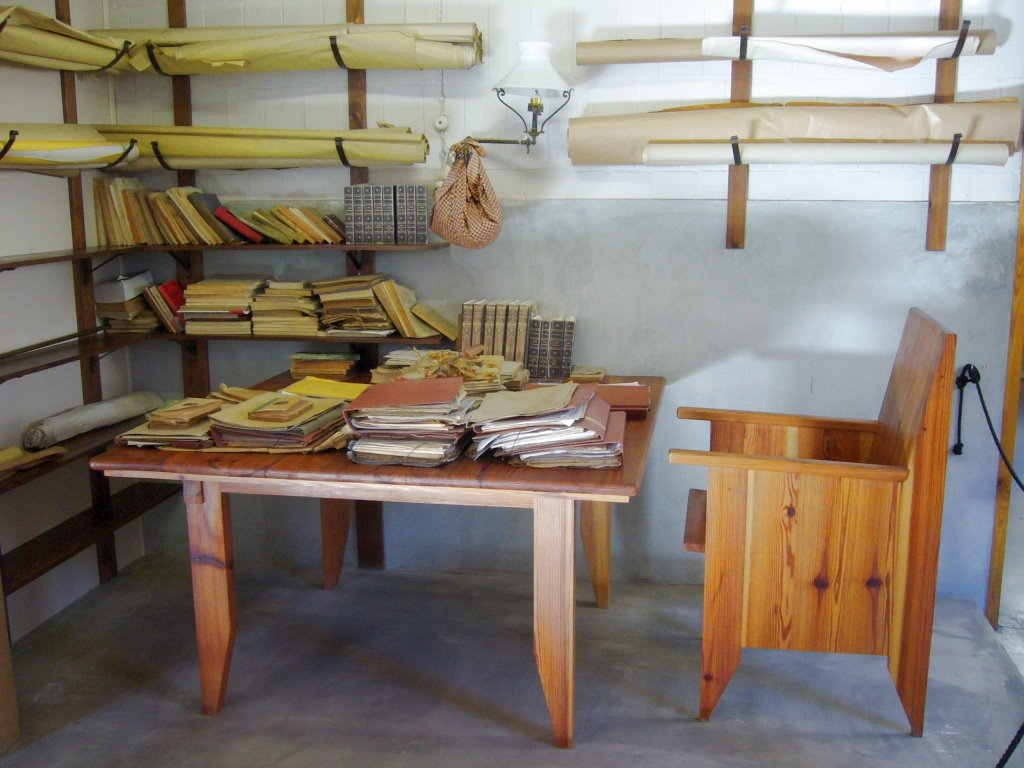
Reprodução da oficina, destruída em 1936
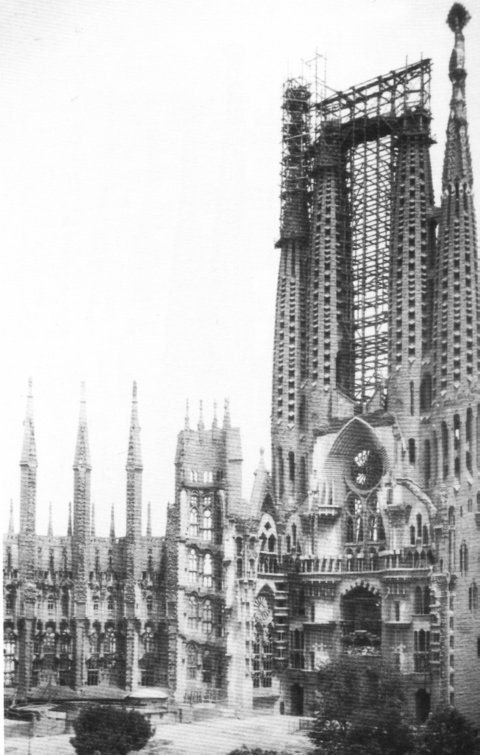
As obras em 1928, dois anos depois do falecimento de Gaudí

## O templo

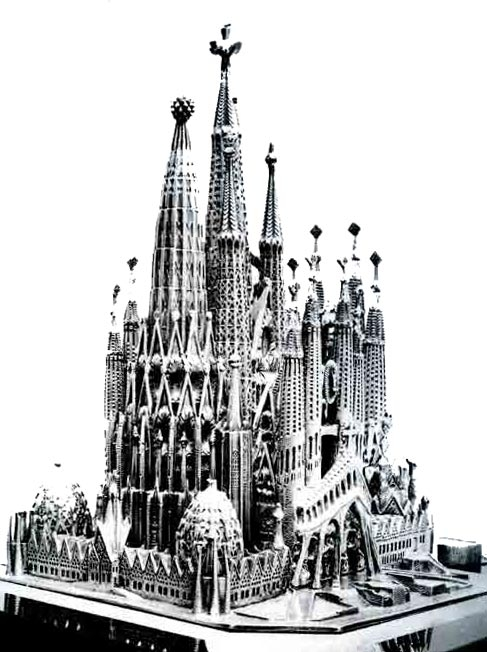
Maquete da Sagrada Família (1898)

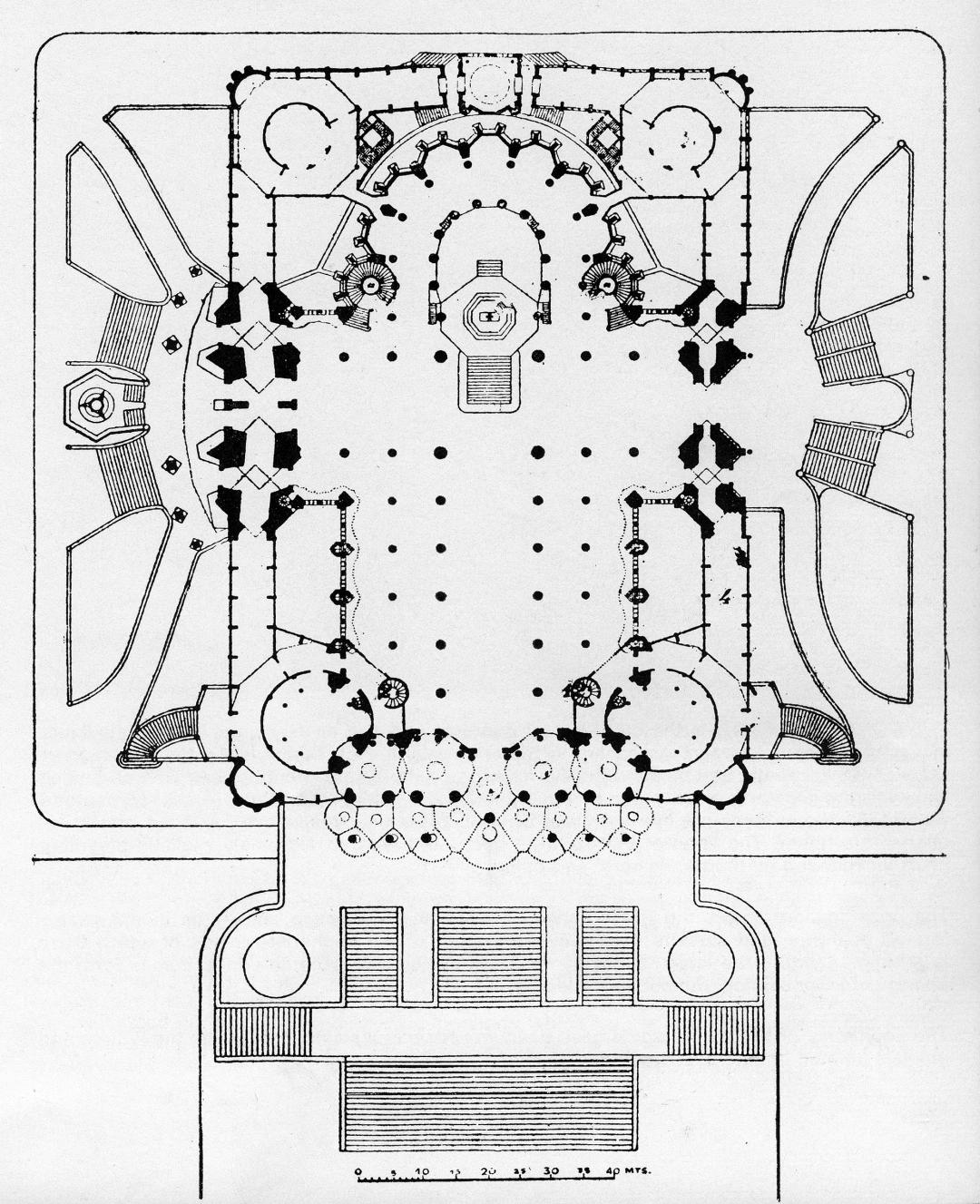
Planta da Sagrada Família

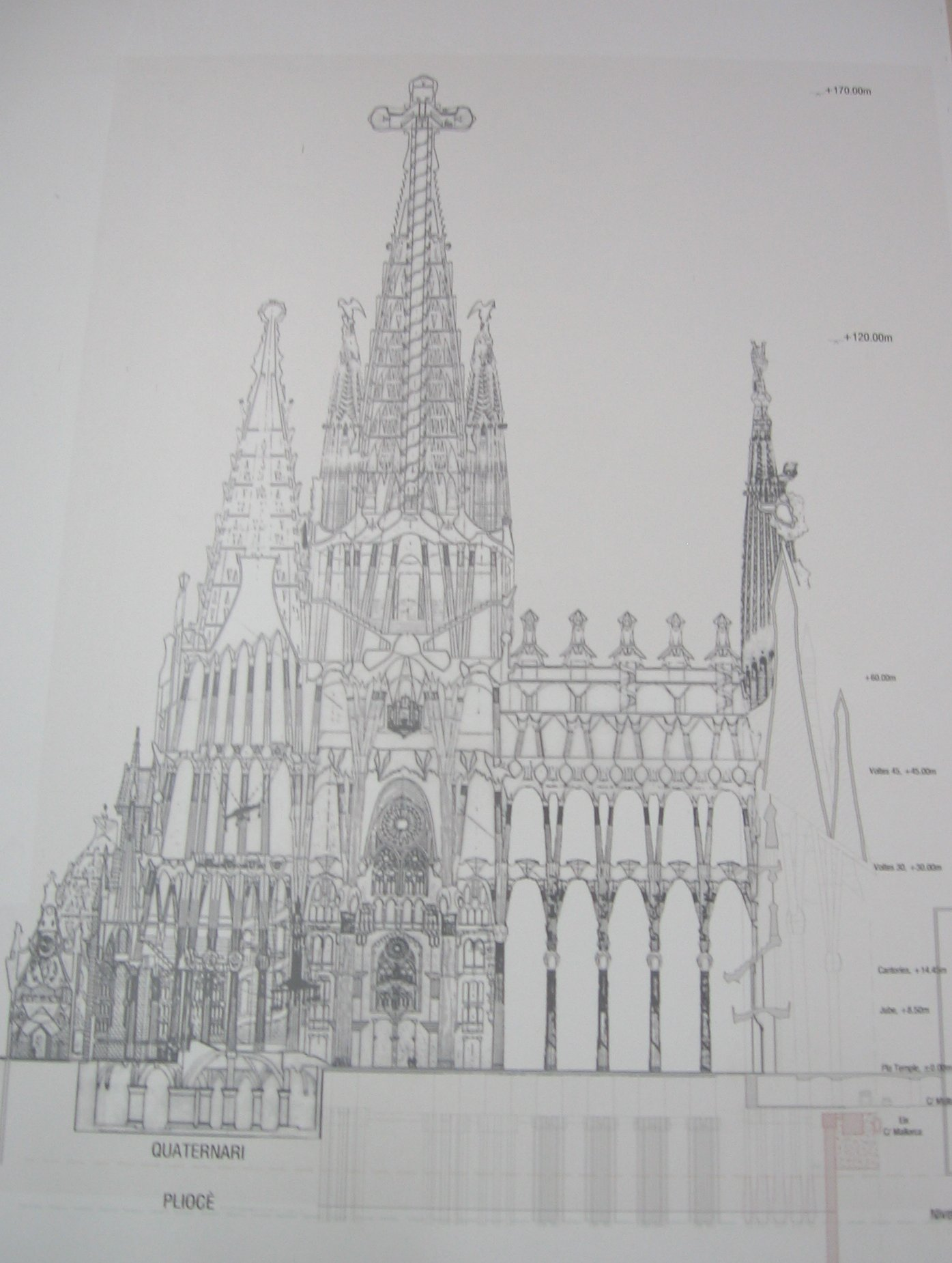
Seção da Sagrada Família

### Descrição do esquema arquitetónico
Quando Gaudí começou a dirigir a construção do templo, somente estava construída a cripta, na qual modificou os capitéis, que passaram de ser em estilo coríntio a outro estilo inspirado em motivos vegetais. Gaudí evolucionou desde o primeiro projeto neogótico para o seu estilo particular naturalista, orgânico, adaptado à natureza; uma das suas fontes de inspiração foi a Caverna do Salnitre em Collbató (Barcelona). Gaudí opinava que o gótico era imperfeito, porque as suas formas retas, o seu sistema de pilares e arcobotantes não refletia as leis da natureza, que segundo ele é propensa às formas geométricas regradas, como são o paraboloide hiperbólico, o hiperboloide, o helicoide e o conoide. As superfícies regradas são formas geradas por uma reta, denominada geratriz, ao se deslocar sobre uma linha ou várias, denominadas diretrizes. Gaudí as achou em abundância na natureza, como por exemplo, em juncos, canas ou ossos; dizia que não existe melhor estrutura do que um tronco de árvore ou um esqueleto humano. Estas formas são ao mesmo tempo funcionais e estéticas, e Gaudí empregou-as adaptando a linguagem da natureza às formas estruturais da arquitetura, aproveitando as suas qualidades estruturais, acústicas e de difusão da luz Gaudí associava a forma helicoidal ao movimento, e a do hiperboloide à luz.
Gaudí foi modificando a sua concepção do templo ao longo dos anos, já que as interrupções das obras por falta de recursos económicos deram tempo para buscar novas soluções estruturais. Assim mesmo, aproveitou a sua experimentação em outros projetos para incorporar na Sagrada Família as suas inovações mais bem-sucedidas: a cripta da Colónia Güell, bem como as galerias e viadutos do Parque Güell, serviram-lhe para adotar novas soluções arquitetónicas baseadas em hiperboloides e paraboloides, bem como em colunas helicoidais. Igualmente, as torres da Sagrada Família estavam inspiradas num projeto não realizado para umas "Missões Católicas Franciscanas" em Tânger (1892), encarregado pelo marquês de Comillas.
Para Gaudí um elemento chave na sua forma de conceber a estrutura é o arco parabólico ou catenária, também chamado funicular de forças, que utilizou como elemento mais adequado para suportar as pressões. Mediante a simulação de diferentes poli-funiculares experimentais determinou a forma ótima da estrutura para suportar as pressões dos arcos e as abóbadas, primeiro na cripta da Colónia Güell e depois na Sagrada Família. Gaudí desenvolveu um modelo à escala de cordéis tecidos dos quais se suspendiam pequenos sacos que simulavam os pesos, assim determinava o funicular de forças e a forma da estrutura. Portanto, a partir do estado de cargas, simuladas com os sacos, determinou experimentalmente a forma da estrutura, que chamou estereostática, que reproduzia o modo ideal para trabalhar a tração, e que, quando invertida, obtinha a estrutura idónea para trabalhar a compressão.
Gaudí concebeu a Sagrada Família como se fosse a estrutura de uma floresta, com um conjunto de colunas arvorecentes divididas em diversos ramos para sustentar uma estrutura de abóbadas de hiperboloides entrelaçados. Inclinou as colunas para receberem melhor as pressões perpendiculares à sua seção; aliás, deu-lhes forma helicoidal de duplo giro (dextrogiro e levogiro), como nos ramos e troncos das árvores. Pelo conjunto de elementos aplicados nas colunas - inclinação, forma helicoidal, ramificação em várias colunas menores - conseguiu uma simples forma de suportar o peso das abóbadas sem necessidade de contrafortes exteriores.
Desenhou uma planta em cruz latina com o altar-mor sobre a cripta, rodeado de sete capelas absidais; frente ao altar, um cruzeiro de três naves, com os portais da Natividade e a Paixão; em senso longitudinal o corpo central, de cinco naves, com o Portal da Glória. A planta tem umas dimensões de 110 x 80 metros; a zona edificada terá uma superfície total de 4 500 m². Sua capacidade será de 14 000 pessoas.
O conjunto incluirá ainda um claustro que circundará a igreja, previsto para a realização de procissões e para isolar o templo do exterior; junto ao presbitério estarão as sacristias e, entre elas, a capela da Assunção; aos pés da igreja, as grandes capelas circulares do Batismo e a Penitência; no interior o templo disporá de trifórios ou galerias para cantores. O templo terá dezoito torres, quatro em cada uma das três portas fazendo um total de doze pelos apóstolos, no centro a torre do zimbório dedicada a Jesus Cristo, de 170 m de altura, outras quatro dos evangelistas em torno da torre-zimbório, e sobre a abside outro zimbório dedicado à Virgem Maria. As torres têm perfil parabólico, e dispõem de umas escadas helicoidais que deixam a parte central oca para situar ali uns sinos tubulares dispostos como carrilhão.
Junto ao templo Gaudí construiu vários edifícios anexos: a casa do capelão (construída em 1887 e reformada entre 1906 e 1912), construção simples de tijolo, à qual se encostaram diversos espaços destinados ao escritório de Gaudí, uma oficina de maquetes, um laboratório de fotografia e uma sala de atos; e as Escolas da Sagrada Família (1909), pequeno edifício destinado a servir como escola para os filhos dos operários que trabalhavam na obra.

### Simbologia
Gaudí concebeu uma complexa iconografia que baseou exclusivamente na sua condição de templo católico e no culto religioso, adaptando todos os elementos aos ritos litúrgicos. Para isso inspirou-se nomeadamente em El Año Litúrgico de Prosper Guéranger, recompilação de todos os cultos e festividades religiosas produzidas ao cabo do ano, bem como no Missal Romano e o Cerimonial de bispos. Para Gaudí, a Sagrada Família era um hino de louvor a Deus, no qual cada pedra era uma estrofe. O exterior do templo representa a Igreja, através dos apóstolos, os evangelistas, a Virgem e Jesus, cuja torre principal simboliza o triunfo da Igreja; o interior alude à Igreja universal, e o cruzeiro à Jerusalém Celestial, símbolo místico da paz.

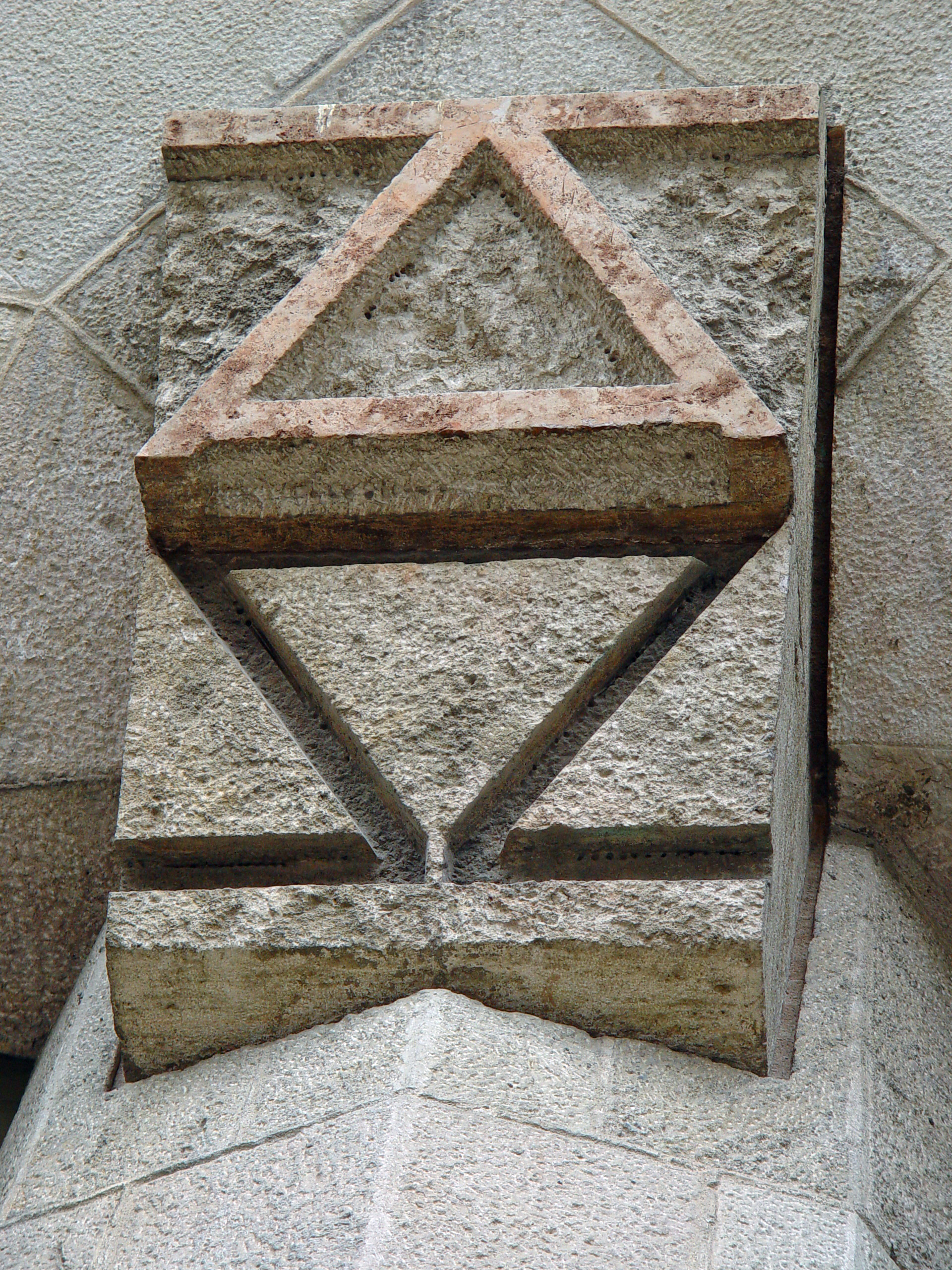
Gravura de alfa e ómega na entrada do templo

As torres na fachada da Natividade são coroadas com formas geométricas reminiscentes do cubismo, tendo sido terminadas por volta de 1930. A intrincada decoração é contemporânea da Art Nouveau, mas o estilo pessoal de Gaudí baseou-se na Natureza e não em outros artistas ou arquitetos da época. Gaudí usou estruturas hiperboloides em desenhos posteriores do templo (de forma mais óbvia a partir de 1914), embora haja locais da fachada da Natividade — sem equivalência com as superfícies regradas de Gaudí, onde o hiperboloide surge inesperadamente, como as que rodeiam o pelicano ou o cesto que uma das figuras segura. As espiras da mitra de uma figura episcopal pires são coroadas com estruturas hiperboloides. Nos seus últimos desenhos, as superfícies regradas eram proeminentes nos vãos da nave e janelas da fachada da Paixão.
Várias áreas do templo estão designadas para representar simbolicamente os "santos", as "virtudes" e os "pecados", mas também conceitos seculares. O simbolismo cristão está presente em toda a obra, que de forma cenográfica apresenta a vida de Jesus e a história da Fé. Com esse objetivo, o templo foi sendo construído segundo a ideia original de Gaudí, que encenou o esquema arquitetónico com locais que evocam Jesus e os fiéis, representados por Maria, os apóstolos e os santos. Esta disposição pode observar-se nas torres, que simbolizam Jesus, a Virgem, os quatro evangelistas e os doze apóstolos, nas três fachadas que representam a vida humana de Jesus (do nascimento até à morte), e no interior, sugerindo a Jerusalém Celeste, onde uma série de colunas dedicadas a cidades e continentes representam os apóstolos.
Os temas da decoração incluem palavras e expressões da liturgia católica. Além da decoração das torres com palavras como "Hosanna", "Excelsis", e "Sanctus", os grandes portões da fachada da Paixão reproduzem textos bíblicos em várias línguas enquanto a fachada da Glória será decorada com palavras do Credo dos Apóstolos. Gaudí desenhou pessoalmente muitas das esculturas da Sagrada Família, aplicando um curioso método de trabalho ideado por ele: primeiro fazia um profundo estudo anatómico da figura, centrando-se nas articulações -para o que estudou detidamente a estrutura do esqueleto humano-; às vezes servia-se de bonecos confeccionados com arame para provar a postura adequada da figura a esculpir. Em segundo lugar, realizava fotografias dos modelos, utilizando um sistema de espelhos que proporcionavam múltiplas perspectivas. A seguir, fazia moldes em gesso das figuras, tanto de pessoas como de animais (numa ocasião teve de içar um burro para que não se movimentasse). Sobre estes moldes fazia emendas nas proporções para conseguir uma visão da figura dependendo da sua situação no templo (mais altas quanto mais elevadas). Finalmente, era esculpida em pedra.

### A cripta

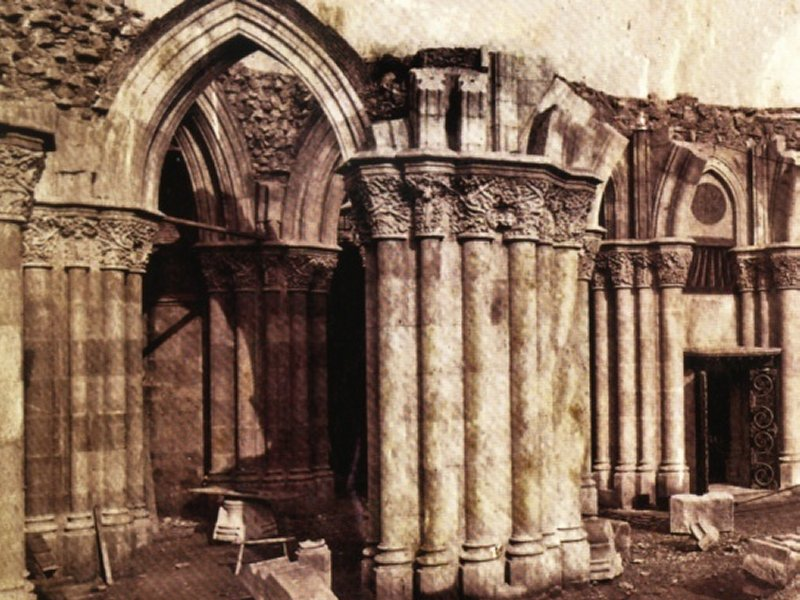
Obras da cripta (1885)

Começada em 1882 segundo o projeto de Francisco del Villar, quando Gaudí ficou com o encargo das obras em 3 de novembro de 1883, transformou os pilares acrescentando-lhes capitéis com motivos naturalistas; também elevou a abóbada e rodeou a cripta de um fosso para ter iluminação e ventilação diretas. Os primeiros planos de Gaudí para a Sagrada Família foram da capela de São José, construída entre 1884 e 1885, data da celebração da primeira missa. As obras da cripta prolongar-se-iam até 1891. A cripta compõe-se de sete capelas dedicadas à Sagrada Família de Jesus: São José, o Sagrado Coração, a Imaculada Conceição, São Joaquim, Santa Ana, São João Batista e a capela de Santa Isabel e São Zacarias. Estão dispostas em forma de rotunda, frente à qual se situam outras cinco capelas em linha reta: a central que alberga o altar, ladeada pelas capelas de Nossa Senhora do Carmo (onde está enterrado Gaudí), de Jesus Cristo, de Nossa Senhora de Montserrat e do Santo Cristo (onde tem sepultura Josep Maria Bocabella). O altar é presidido por um relevo da Sagrada Família, obra de Josep Llimona. Cabe destacar assim mesmo a chave da abóbada central com um relevo policromo dedicado à Anunciação, obra de Joan Flotats, bem como a imagem de São José de Maximí Sala Sánchez, na capela homónima. A cripta é circundada por um mosaico romano de "opus tesselatum" onde estão representados a vinha e o trigo, símbolos da Eucaristia, obra do mosaicista italiano Mario Maragliano. As pias de água benta da cripta são feitas com umas grandes conchas marinhas (Tridacna gigas) procedentes das Filipinas, que o marquês de Comillas proporcionara a Gaudí. Algumas das lâmpadas da cripta foram feitas pelo próprio Gaudí com as suas mãos, já que o médico lhe recomendara trabalhos manuais para combater o reumatismo de que padecia.
A cripta da Sagrada Família sofreu consideráveis danos em 21 de julho de 1936, num incêndio na Guerra Civil Espanhola, sendo destruídos numerosos planos, maquetes e documentos deixados por Gaudí Desde 1930 a cripta vem sendo utilizada como igreja paroquial, até à finalização do templo.

### A abside

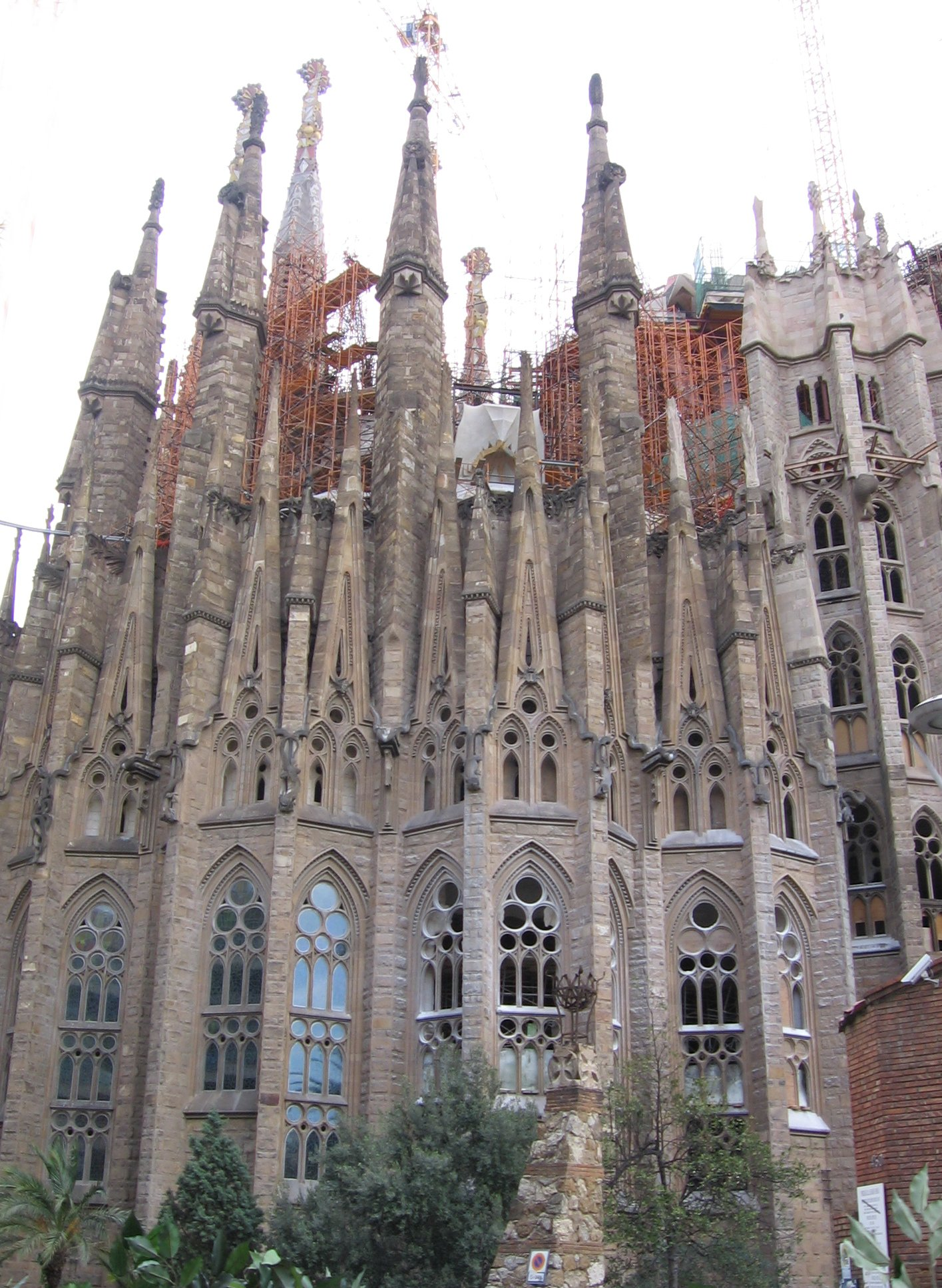
Fachada da abside

A abside ocupa a cabeceira do templo, entre as fachadas da Natividade e a Paixão; no seu centro situar-se-á a capela da Assunção, e terá duas sacristias nos laterais, intercomunicadas pelo claustro, que rodeará todo o recinto. Gaudí dedicou o conjunto da abside à Virgem Maria. O projeto contém sete capelas absidais dedicadas aos sete "dores e gozos de São José", segundo desejos do fundador Bocabella. De inspiração gótica, ao encontrar-se sobre a cripta segue a sua mesma estrutura. Sua construção realizou-se de 1891 a 1893.
A Capela da Assunção terá forma de beliche de pedra, evocando a liteira com que se tirava em procissão à chamada Virgem de Agosto da Catedral de Girona; Gaudi inspirou-se na obra de Lluís Bonifaç i Massó da Seu gerundense, reproduzindo na capela detalhes como os cortinados, a coroa, os pilares e os anjos. A capela será terminada com uma lanterna de 30 metros de altura, culminada com uma coroa ladeada nos seus quatro lados por anjos, e a inscrição Salve, Regina, Mater misericordiae. No interior figurará a Santíssima Trindade na cúpula coroando a Maria, rodeada de anjos – como evocação de Nossa Senhora dos Anjos – na galeria haverá 12 anjos – pelas 12 estrelas da coroa da Virgem – com os frutos do Espírito Santo; sob a galeria estará a morte da Virgem, a de São José, a apresentação de Maria no Templo por São Joaquim e Santa Ana e as bodas de Caná. Nos portais estarão os oragos barceloneses, São Roque e São José Oriol.
As capelas terão uma altura de 35 m, sobre uma base de 18 m por 18 m; constarão de doze faces com janelas triangulares, cobertas por uma cúpula decorada com mosaico e terminada pela figura de um vindimador e um cordeiro, símbolos de Jesus Cristo. Serão coroadas por pirâmides com pilastras inclinadas, parte do clerestório que coroa a abside, decoradas com invocações de antífonas do Advento.
A abside contém uma profusa decoração escultórica onde se destacam as estátuas dedicadas a santos fundadores de ordens religiosas (Santo Antão do Deserto, São Bento, Santa Escolástica, São Bruno, São Francisco de Assis, Santa Clara e Santo Elias), bem como os monogramas de Jesus (a inicial do seu nome rodeada por uma coroa de espinhas), da Virgem (a inicial com a coroa de Reina dos Céus e a Terra) e São José (a sua inicial acompanhada por narcisos, flores que evocam a pureza e castidade). Assim mesmo, encontram-se numerosos elementos da natureza como ervas (nomeadamente o trigo, como símbolo da Eucaristia) e animais representados em gárgulas, como cobras, lagartos, salamandras, dragões e sapos espalhados pelos pilares prismáticos laterais das capelas, a meia altura.

### Fachada da Natividade

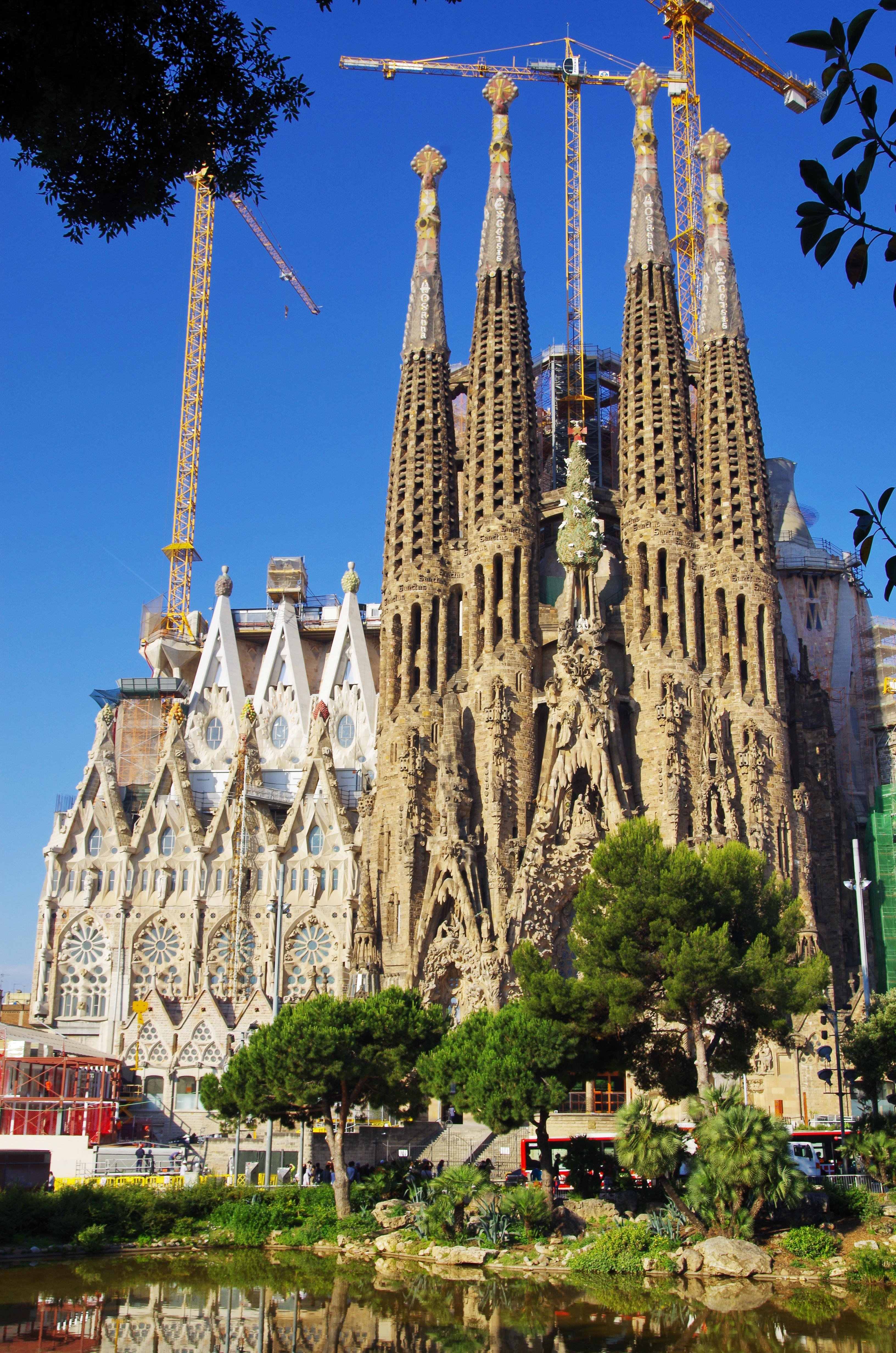
Fachada da Natividade

Foi a primeira das fachadas a ser construída, sob intervenção direta de Gaudí. Ao estar dedicada ao acontecimento gozoso da Natividade de Jesus, esta fachada apresenta uma decoração exultante onde todos os elementos são evocadores da vida. Centra-se na faceta mais humana e familiar de Jesus, com uma ampla profusão de elementos populares, como ferramentas e animais domésticos. Está dividida em três pórticos, dedicados às virtudes teologais: da Esperança à esquerda, da Fé à direita, e da Caridade no centro, com a Porta de Jesus e terminada pela Árvore da Vida. A fachada culmina com as torres-campanário dedicadas a São Matias, São Judas Tadeu, São Simão e São Barnabé. Foi construída entre 1894 e 1930. A escultura é de Carles Mani, Llorenç Matamala e Joan Matamala.
Os pórticos estão separados por duas grandes colunas: a de José entre o pórtico da Esperança e o da Caridade, e a de Maria, entre o pórtico da Caridade e o da Fé. Na base das colunas está representada uma tartaruga (uma de terra e uma de mar) como símbolo do inalterável no tempo; os fustes erguem-se em espiral, enquanto os capitéis são em forma de folhas de palma, das quais surgem cachos de tâmaras cobertos de neve (pelo Inverno, data da natividade de Jesus), que dão apoio a dois anjos com trompetes que anunciam a Natividade de Jesus. Em contraste com as tartarugas, de ambos os lados da fachada situaram-se camaleões, símbolos da mudança. No projeto original de Gaudí esta fachada devia estar policroma, pintando de diversas cores as arquivoltas dos três pórticos; assim, todas as estátuas seriam pintadas, tanto as de figuras humanas quanto as de flora e fauna e demais objetos.
Esta fachada foi eleita por Gaudí para dar uma perceção global da estrutura e decoração do templo: como era consciente de que não poderia terminar o projeto no decurso da sua vida, em vez de ir construindo o templo no seu conjunto de jeito linear preferiu construir uma fachada completa em toda a sua verticalidade, para dar uma amostra completa de como devia ser o resto. Escolheu esta fachada por ser, em sua opinião, a que poderia ser mais atraente para o público, fomentando assim a continuação da obra após a sua morte; nas suas próprias palavras:
| “ | "Se em vez de fazer esta fachada decorada, ornamentada, turgente, começasse pela da Paixão, dura, pelada, como feita de ossos, as pessoas ter-se-iam retraído". | ” |

#### Pórtico da Caridade
É o maior dos três, e está dedicado a Jesus. Simulando ser o Portal de Belém, desenvolve uma série de cenas sobre a Natividade de Jesus: a Anunciação, a Adoração dos Reis, a Adoração dos Pastores e a Coroação de Maria; as duas adorações são obra de Joaquim Ros i Bofarull (1981-1982). Também encontramos a estrela de Belém e os signos do Zodíaco, dispostos como estavam a noite que nasceu Jesus, bem como anjos músicos (com instrumentos clássicos: harpa, fagote, violino; e populares: guitarra, pandeiro e gaita), o cordeiro como símbolo de inocência, o cão como símbolo de fidelidade e as 59 contas do rosário rodeando o vitral. Na Porta de Jesus destaca-se o grande pilar com a árvore genealógica de Jesus; na sua base está a serpente mordendo a maçã, símbolo do pecado original, e sobre o capitel situa-se o grupo da Natividade, obra de Jaume Busquets (1958). O Coro de anjos meninos, destruído na Guerra Civil, foi realizado de novo por Etsuro Sotoo. Os anjos sustêm uma inscrição que diz: Jesus est natus. Venite, adoremus. Perante a mensagem os pássaros vão ao pé do berço, segundo a cantiga de Natal popular catalã El cant dels ocells (O canto dos pássaros).
O pórtico culmina na Árvore da Vida, que representa o triunfo da vida e o legado de Jesus. Aqui encontramos o anagrama de Jesus com as letras JHS (o cristograma mais conhecido), numa cruz, com as letras gregas alfa e ómega, como símbolo do princípio e do fim. Está rodeado de anjos incensários e anjos portadores do pão e o vinho, símbolo da Eucaristia. Sobre o anagrama encontramos um pelicano, primitivo símbolo cristão que representa igualmente a Eucaristia, com um ovo símbolo da origem e a plenitude da Natureza. Em sentido ascendente acham-se duas escadas como ascensão a Deus, imagens da coroação da Virgem e um cipreste que simboliza a vida eterna, com um grupo de pombas que representam a pureza e os fiéis que acodem a Deus. Finalmente, encontramos uma representação da Santíssima Trindade, com a letra grega tau, inicial do nome de Deus em grego, a cruz de Jesus e a pomba do Espírito Santo.

#### Pórtico da Esperança
Dedicado a São José, encontramos as cenas dos Esponsais da Virgem Maria e São José, a Família de Jesus (com São Joaquim e Santa Ana), a Morte dos Santos Inocentes, A fuga para Egito e A barca de São José, em que José é o timoneiro que conduz à Igreja Católica (a fisionomia de José corresponde à do próprio Gaudí, como homenagem dos trabalhadores do templo após a sua morte). Também podemos observar a colocação de animais domésticos como gansos, gansos-bravos ou patos como alusão à fauna do rio Nilo, bem como flora do Egito. O pórtico é coroado por um grande pináculo semelhante aos penhascos de Montserrat, com a inscrição Salva-nos.

#### Pórtico da Fé
Dedicado à Virgem Maria, inclui as cenas da Imaculada Conceição, Visitação, Jesus nos braços de Simeão, Jesus trabalhando de carpinteiro e Jesus é encontrado no templo. Também se encontram as figuras de São João Batista e São Zacarias, o Coração de Jesus, coberto de espinhos e de abelhas místicas que libam o Seu sangue, a Providência, em forma de mão com o olho que todo o vê, uvas e espigas como símbolo da Eucaristia e flora diversa da Palestina. O tímpano apresenta uma grande ogiva e uma rosácea.

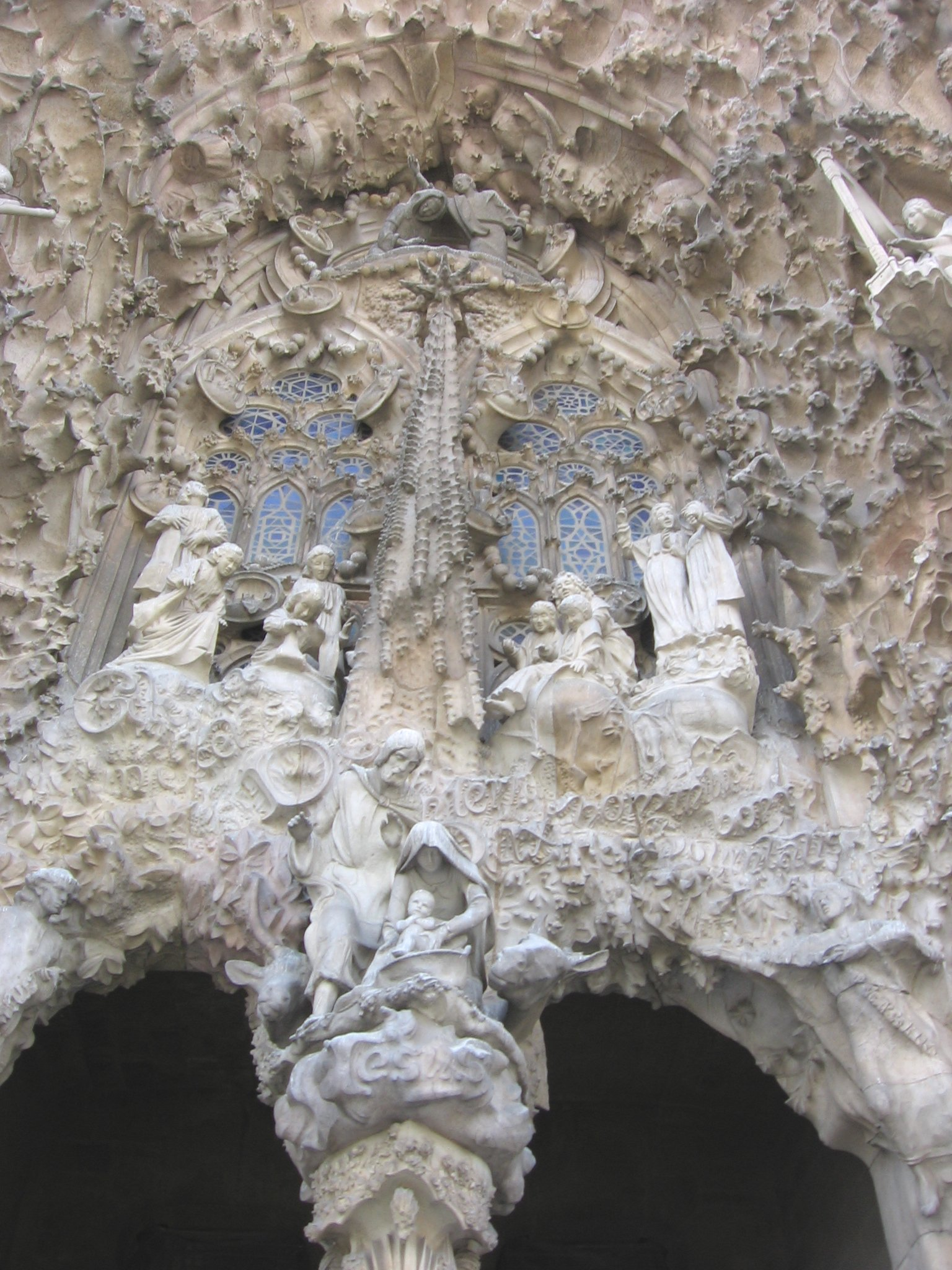
Pórtico da Caridade
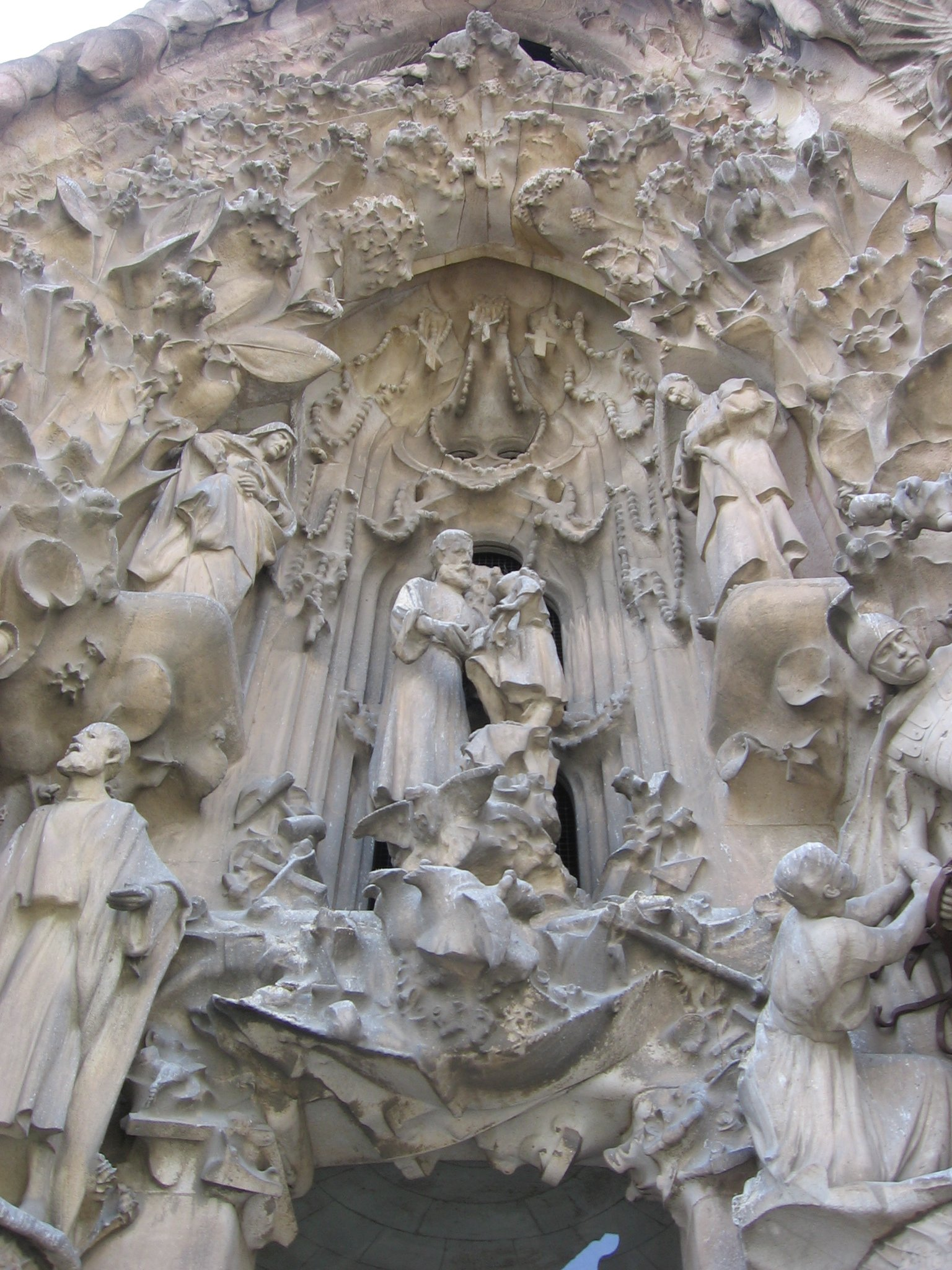
Pórtico da Esperança
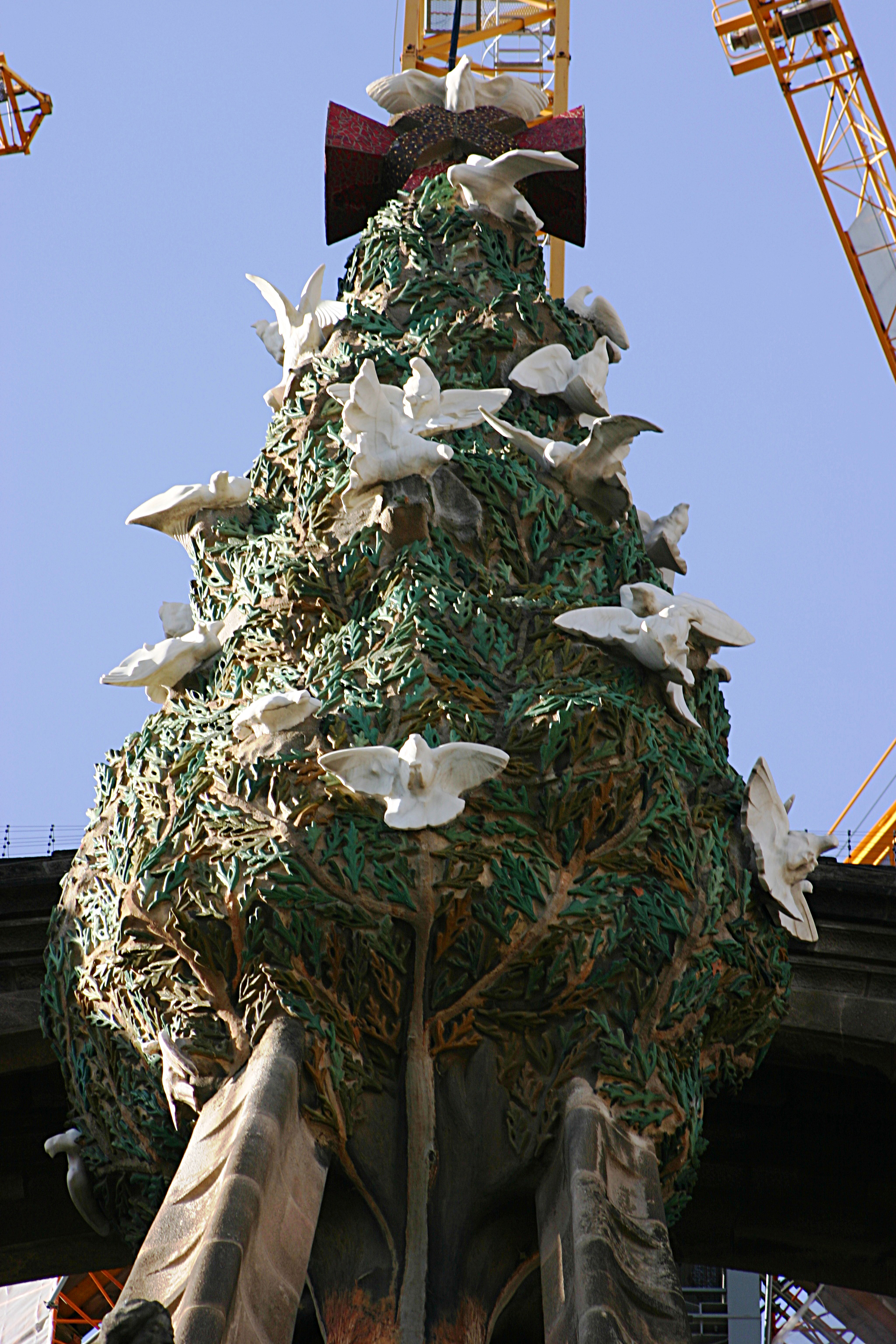
Árvore da Vida
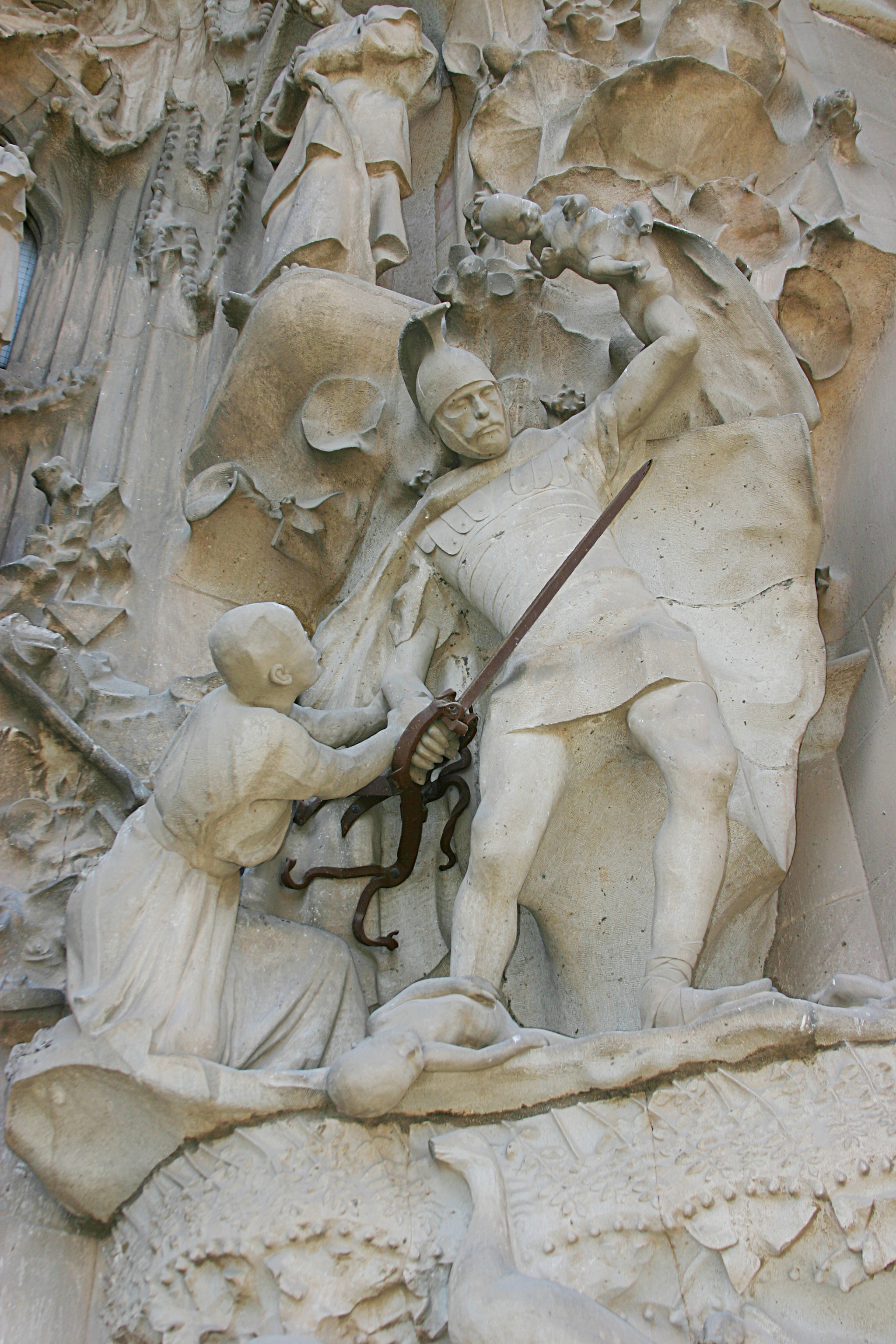
Massacre dos Inocentes
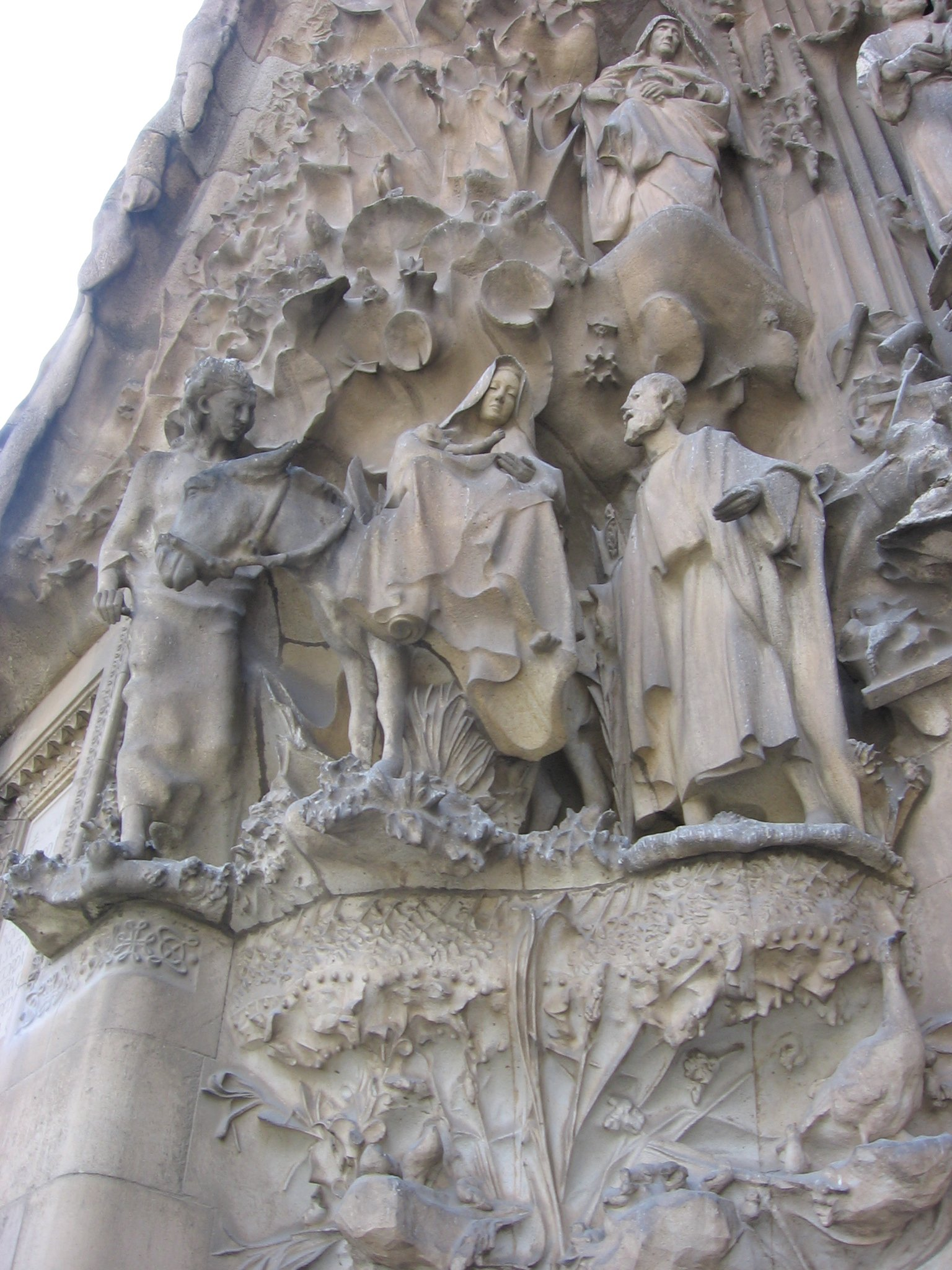
Fuga para o Egito
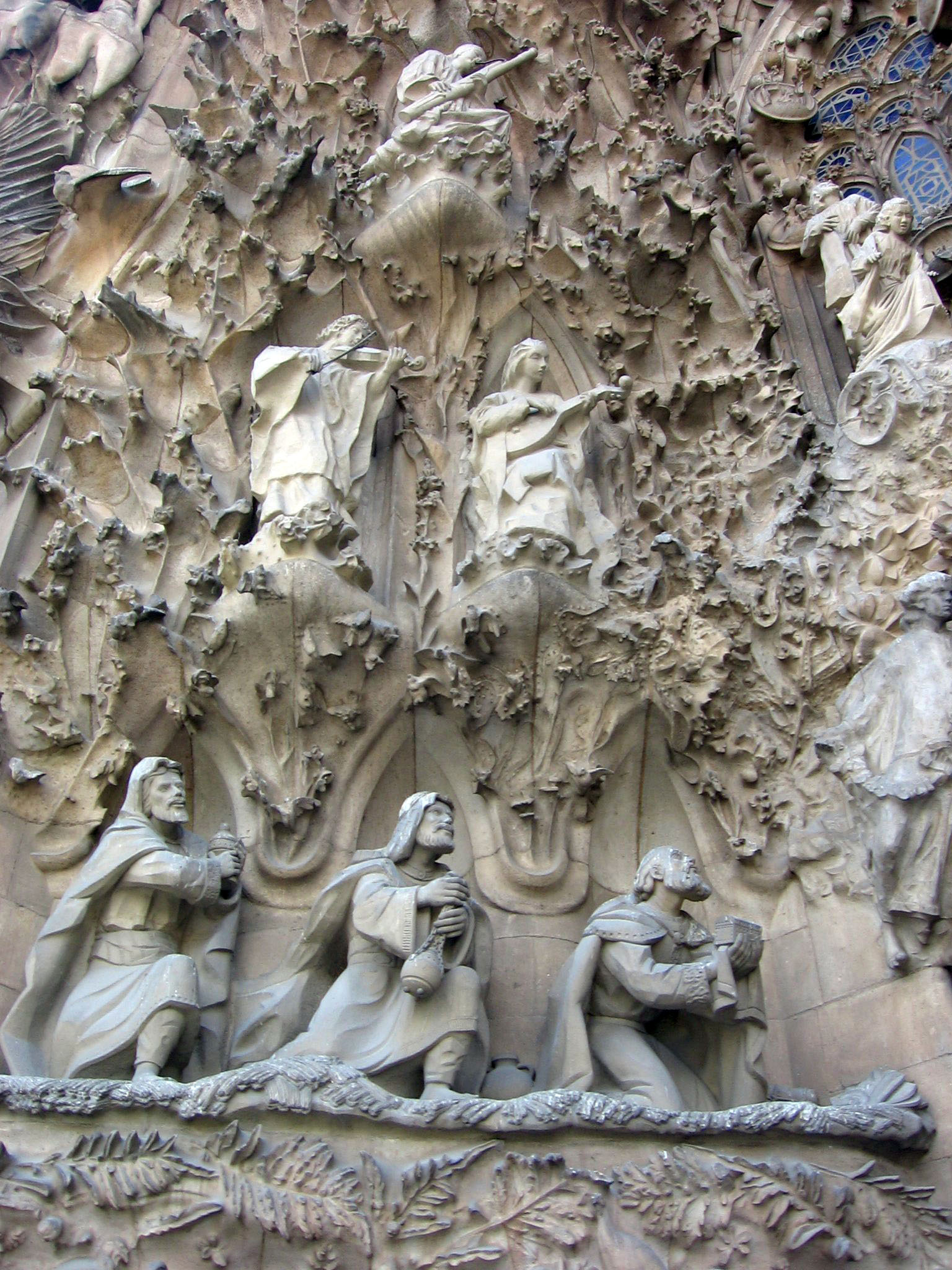
Adoração dos Reis

### Fachada da Paixão

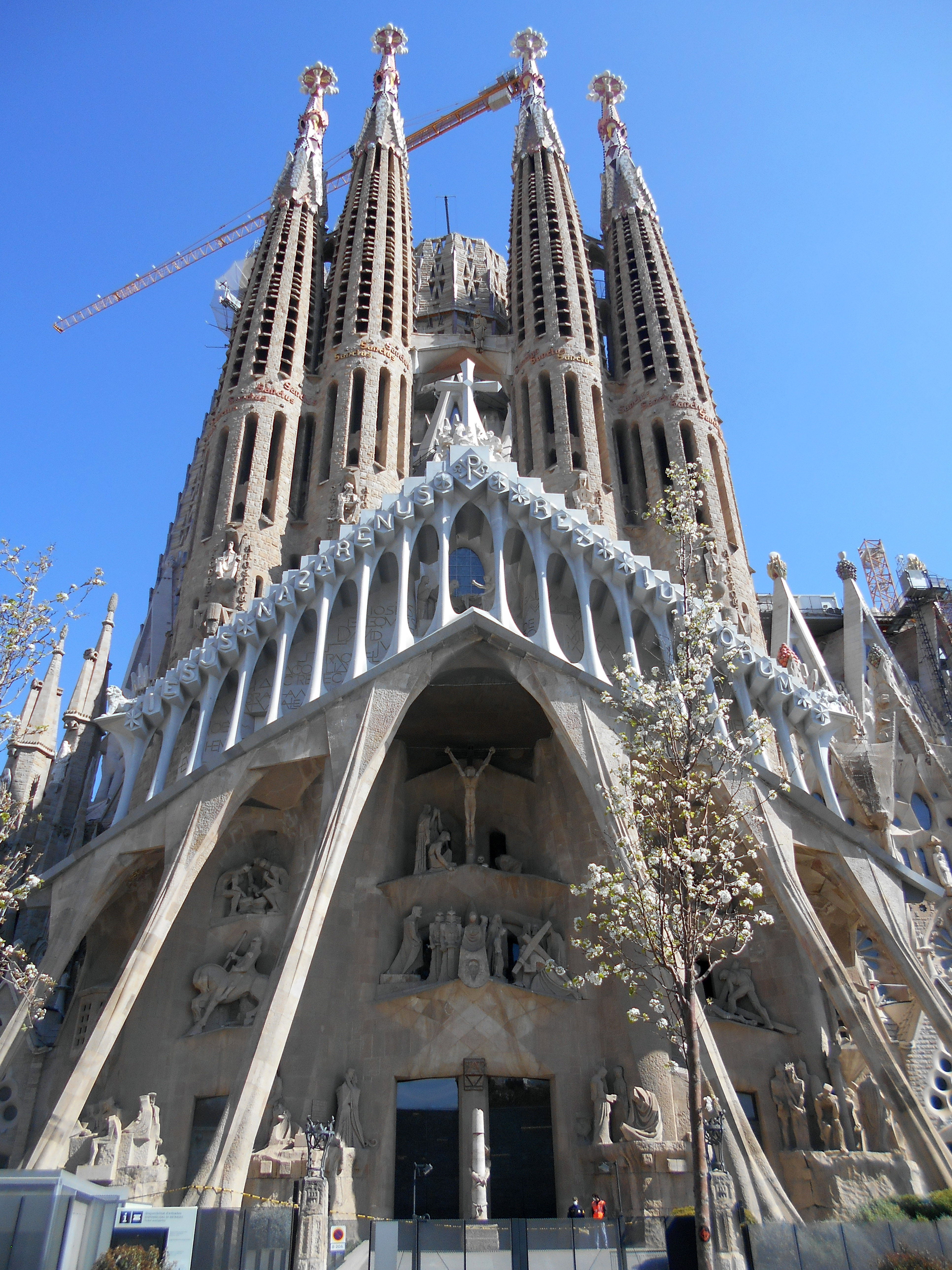
Fachada da Paixão

A construção da fachada da Paixão foi iniciada em 1954 segundo os desenhos e explicações que deixara Gaudí; as torres remataram em 1976, e desde então trabalhara na decoração escultórica. Gaudí projetou esta fachada durante uma convalescência por umas febres de Malta em Puigcerdà, em 1911. Dedicada à Paixão de Jesus pretende refletir o sofrimento de Cristo na sua crucificação. Por isso concebeu uma fachada mais austera e simplificada, sem ornamentação, onde destacasse a nudeza da pedra, semelhando um esqueleto reduzido às linhas simples dos seus ossos. Apenas figuram os grupos escultóricos do ciclo passional de Jesus, obra de Josep Maria Subirachs, que ideou um conjunto simples e esquemático, com formas angulosas que provocam um maior efeito dramático; Subirachs começou a sua obra em 1987, na qual ainda trabalha.
O próprio Gaudí descrevia a sua concepção da fachada da Paixão da seguinte maneira:
| “ | Alguém encontrará esta porta extravagante demais; mas eu quereria que fizesse medo, e para consegui-lo não pouparei o claro-escuro, os motivos entrantes e salientes, todo o que resulte de mais tétrico efeito. E mais, estou disposto a sacrificar a mesma construção, a romper arcos e a cortar colunas para dar ideia da crueldade do Sacrifício. | ” |

A fachada é sustentada por seis grandes colunas inclinadas, que semelham troncos de sequóia, sobre as que se localiza um grande frontão de jeito piramidal constituído por 18 colunas em forma de osso, terminado por uma grande cruz com uma coroa de espinhas. As torres estão dedicadas aos apóstolos Santiago Menor, São Tomé, São Filipe e São Bartolomeu. A fachada da Paixão tem três pórticos igualmente dedicados à Fé, Esperança e Caridade: o pórtico central tem duas portas de bronze dedicadas ao Evangelho, com os textos evangélicos dedicados aos últimos dias de Jesus, separadas por um mainel com as letras gregas alfa e ómega, como símbolo do princípio e o fim; as outras duas portas são a de Getsémani e da Coroa de espinhos, igualmente de bronze. Frente às Portas do Evangelho situa-se a coluna com A Flagelação, que substitui a cruz inicialmente prevista por Gaudí; por isso, Subirachs dividiu a coluna em quatro blocos, simbolizando as quatro partes da cruz. Tem cinco metros de altura, e está realizada em mármore travertino. Outros detalhes destacados da coluna são: o nó, que simboliza as torturas sofridas por Jesus; o fóssil, achado no bloco de mármore segundo Subirachs, e que tem forma de palmeira, símbolo do martírio; e a vara que os soldados deram a Jesus em vez do cetro real, como símbolo do escárnio sofrido.

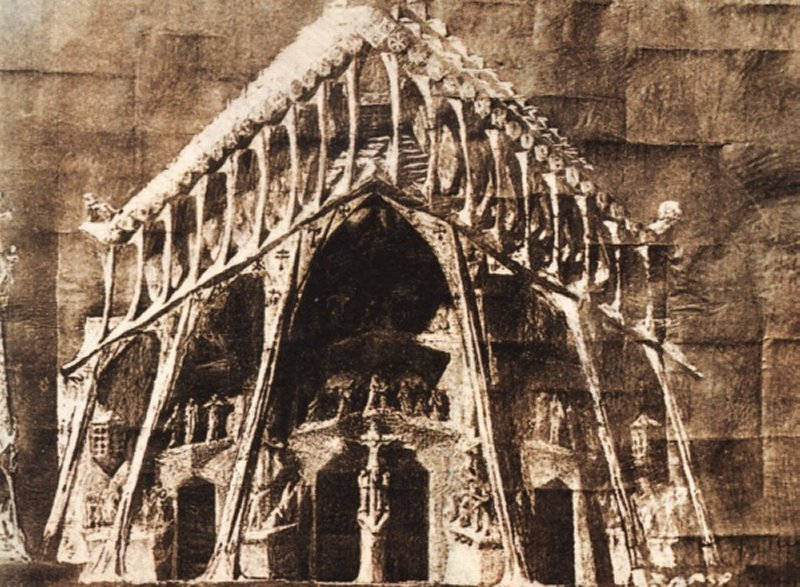
Esboço de Gaudí da Fachada da Paixão (1911)

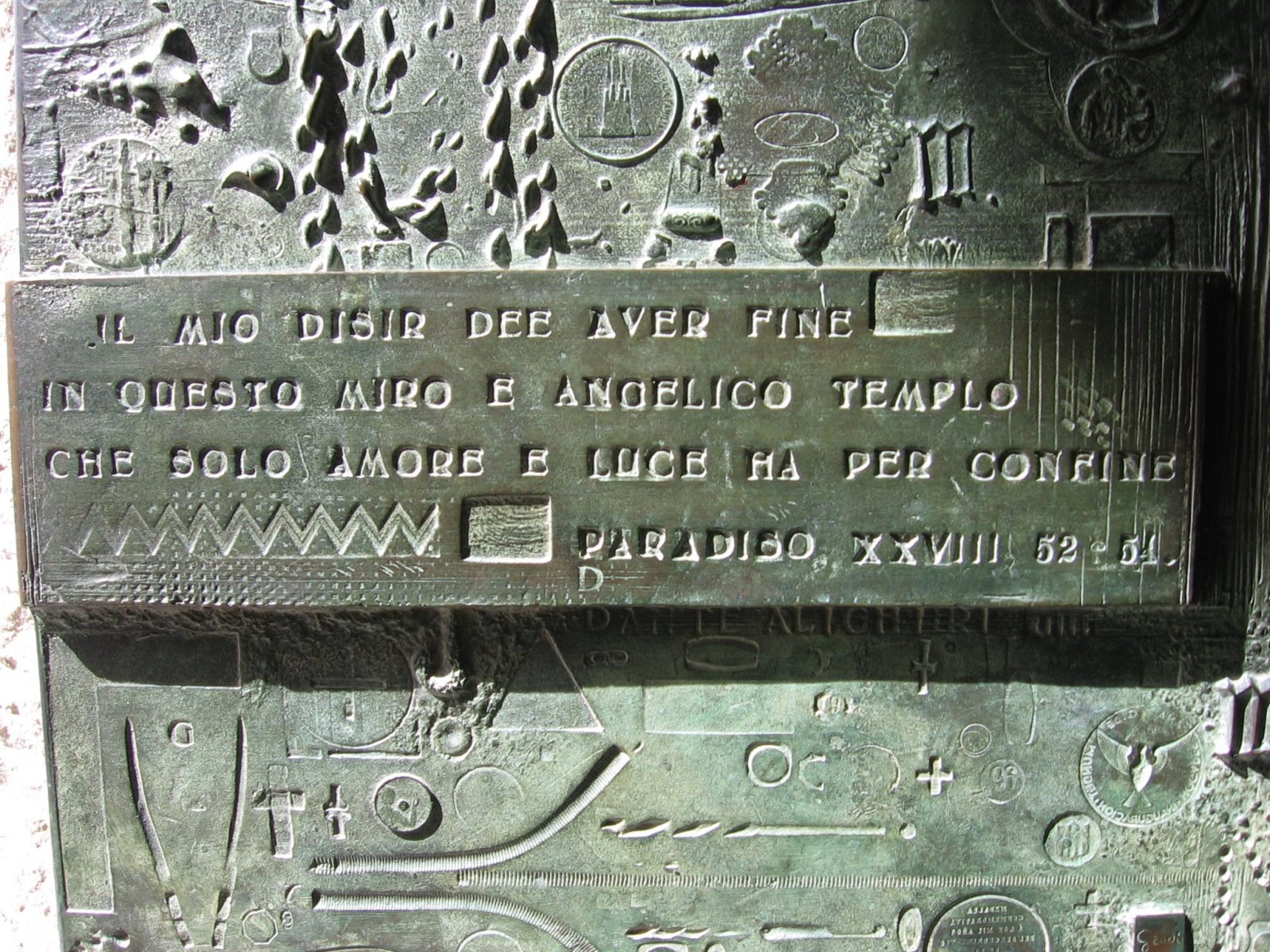
Detalhe da Porta da Coroação de espinhas, com uma inscrição da Divina Comédia de Dante Alighieri: "O meu desejo deve ter fim neste maravilhoso e angélico templo, cujos únicos confins são o amor e a luz" (Paraíso, XXVIII, 52-54)

O ciclo escultórico da Paixão está instalado em três níveis, seguindo uma ordem ascendente em forma de S, para reproduzir o Calvário de Jesus:
- Nível inferior: contém as cenas da última noite de Jesus antes da crucificação. A Última Ceia apresenta a Jesus com os doze apóstolos, no momento em que Judas o irá trair; figura a inscrição "O que vais fazer, faz depressa" (João 13:27). Pedro e os soldados é o momento em que Pedro curta a orelha ao criado do Grande Sacerdote. No Beijo de Judas as figuras são toscamente talhadas para sugestionarem uma visão noturna; detrás de Judas situa-se a serpente que simboliza o demónio. A Negação de Pedro contém três figuras de mulher que representam as três vezes que Pedro negou Jesus; o apóstolo está envolvido num lençol como símbolo da sua covardia. Em Ecce Homo Jesus é apresentado com a coroa de espinhos; junto à cena há uma coluna com a águia romana e a inscrição "Tibério, imperador de Roma". Por último, figura O julgamento de Jesus, em que Pôncio Pilatos lava as mãos.
- Nível médio: representa o Calvário de Jesus. Aparece em primeiro lugar o soldado Longino, que cravou a sua lança a Jesus embora logo se convertesse ao cristianismo. A Verónica mostra o rosto de Jesus marcado em negativo na tela da mulher que lhe limpou a suor; a figura de Verónica não tem rosto para não interferir com a imagem de Jesus; aqui Subirachs|Subirachs faz uma homenagem a Gaudí, dando a sua fisionomia à figura do evangelista situado à esquerda, bem como na forma dos cascos dos soldados, que evocam as chaminés da Casa Milà. Encerra o ciclo As Três Marias e Simão de Cirene, em que este ajuda com a cruz a Jesus, rodeado pela Virgem, Maria Madalena e Maria de Cleófas.
- Nível superior: figura a morte e enterro de Jesus. Começa o nível com Soldados jogando aos dados as vestes de Jesus. A crucificação é a cena principal do pórtico, com Jesus na cruz, feita de ferro, com um "I" pintado a vermelho na viga central, símbolo do INRI; aparecem de novo as três Marias e São João, e figuram também na cena um crânio, símbolo da morte, e uma lua, que representa a noite. O véu rasgado é uma estrutura de bronze que representa o véu do Templo de Jerusalém, que se rasgou à morte de Jesus. Finalmente, em O enterro figuram José de Arimateia e Nicodemo depositando o corpo de Jesus no sepulcro, junto à Virgem Maria e um ovo, símbolo da ressurreição.

Sobre o frontão figurarão cruzes de vários ritos e países, bem como dois grupos de estátuas: os profetas, que surgem do limbo para seguir a Jesus crucificado, junto ao cordeiro do sacrifício de Abraão; e os patriarcas, surgindo igualmente do limbo, acompanhados pelo leão de Judá, vencedor da morte:
- Profetas: Isaías, Jeremias, Zacarias, Ezequiel, Daniel, Jonas e João Batista.
- Patriarcas: Adão, Noé, Abraão, Isaac, Jacó, José, Moisés, Samuel, David e São José.

Num nível superior situar-se-á a Ressurreição de Jesus, com o anjo custódio, Maria Madalena e Maria Salomé. Finalizam o ciclo da Paixão: Cristo ressuscitado, no vitral do cruzeiro; e a Ascensão de Jesus, na ponte que une as torres de São Bartolomeu e São Tomé, a 60 metros de altura, obra de Subirachs realizada em bronze, instalada em 2005.
A 22 de abril de 2007 foi instalada uma escultura de São Jorge no lado interior da fachada da Paixão, coincidindo com a proclamação do 550.º aniversário do santo como padroeiro de Catalunha e no quadro dos atos de celebração do 125.º aniversário da colocação da primeira pedra do templo. Obra de Subirachs, a estátua é de bronze, de três metros de altura, e está inspirada no São Jorge de Donatello.

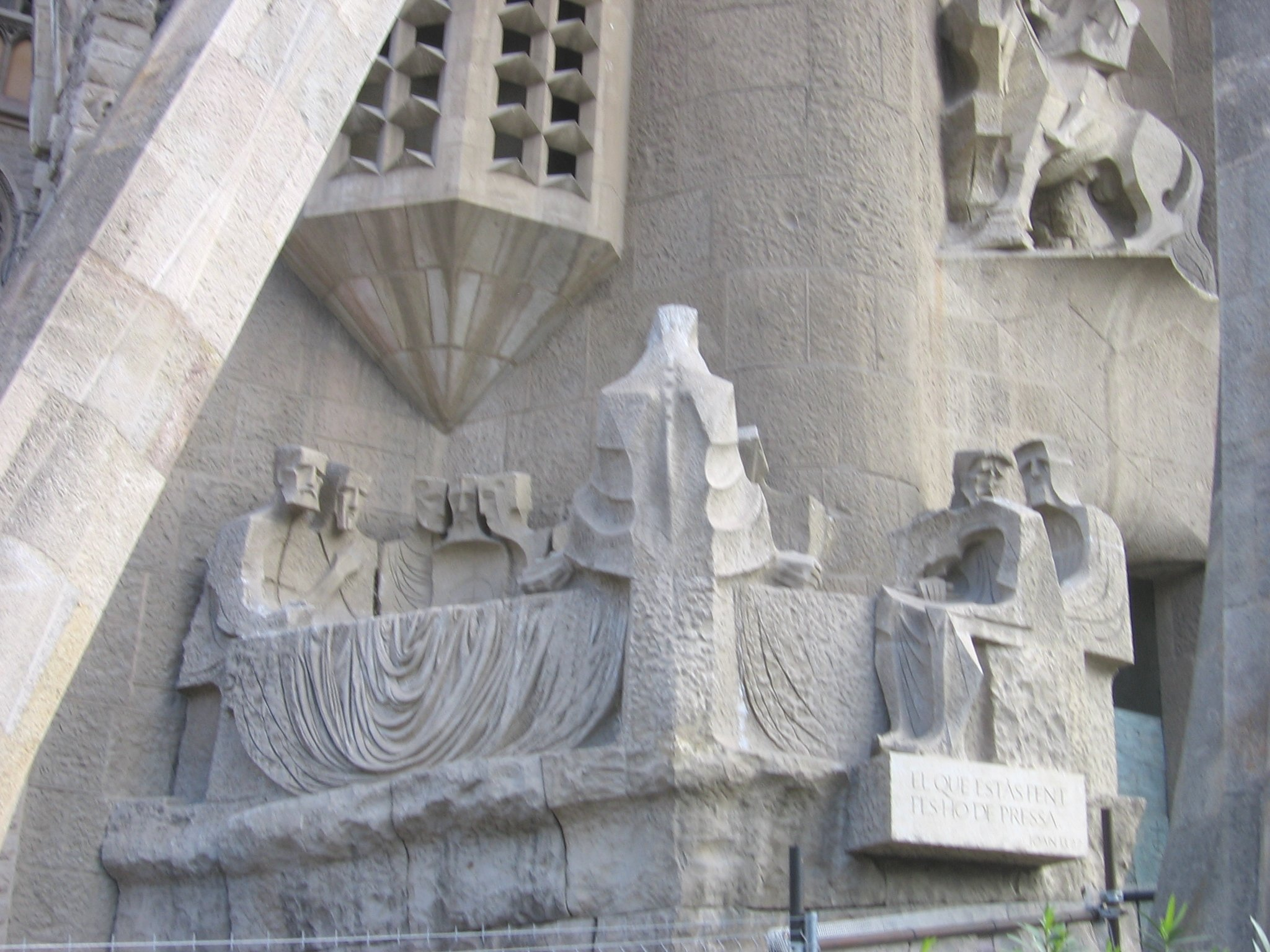
Última Ceia
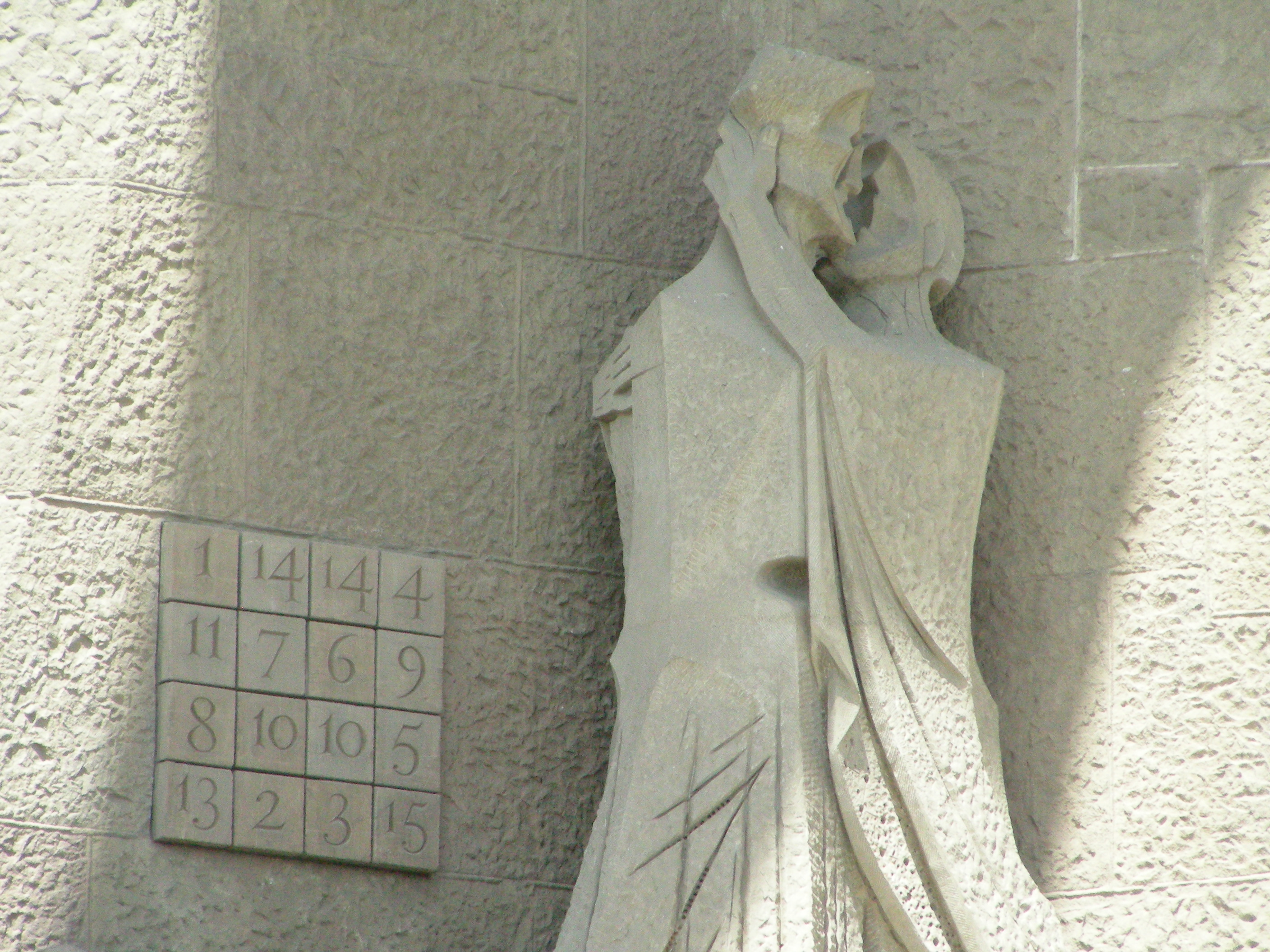
Beijo de Judas
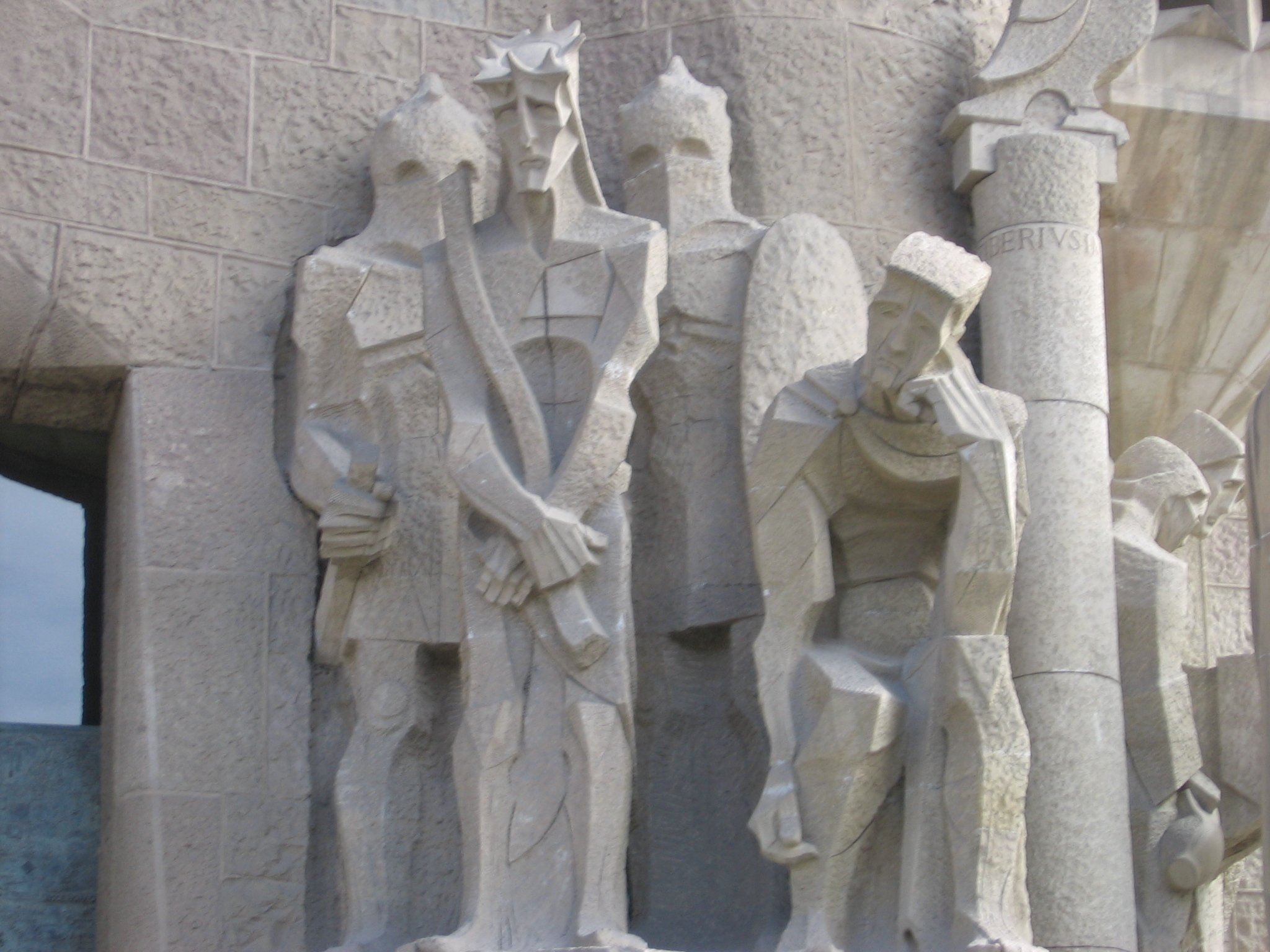
Ecce Homo
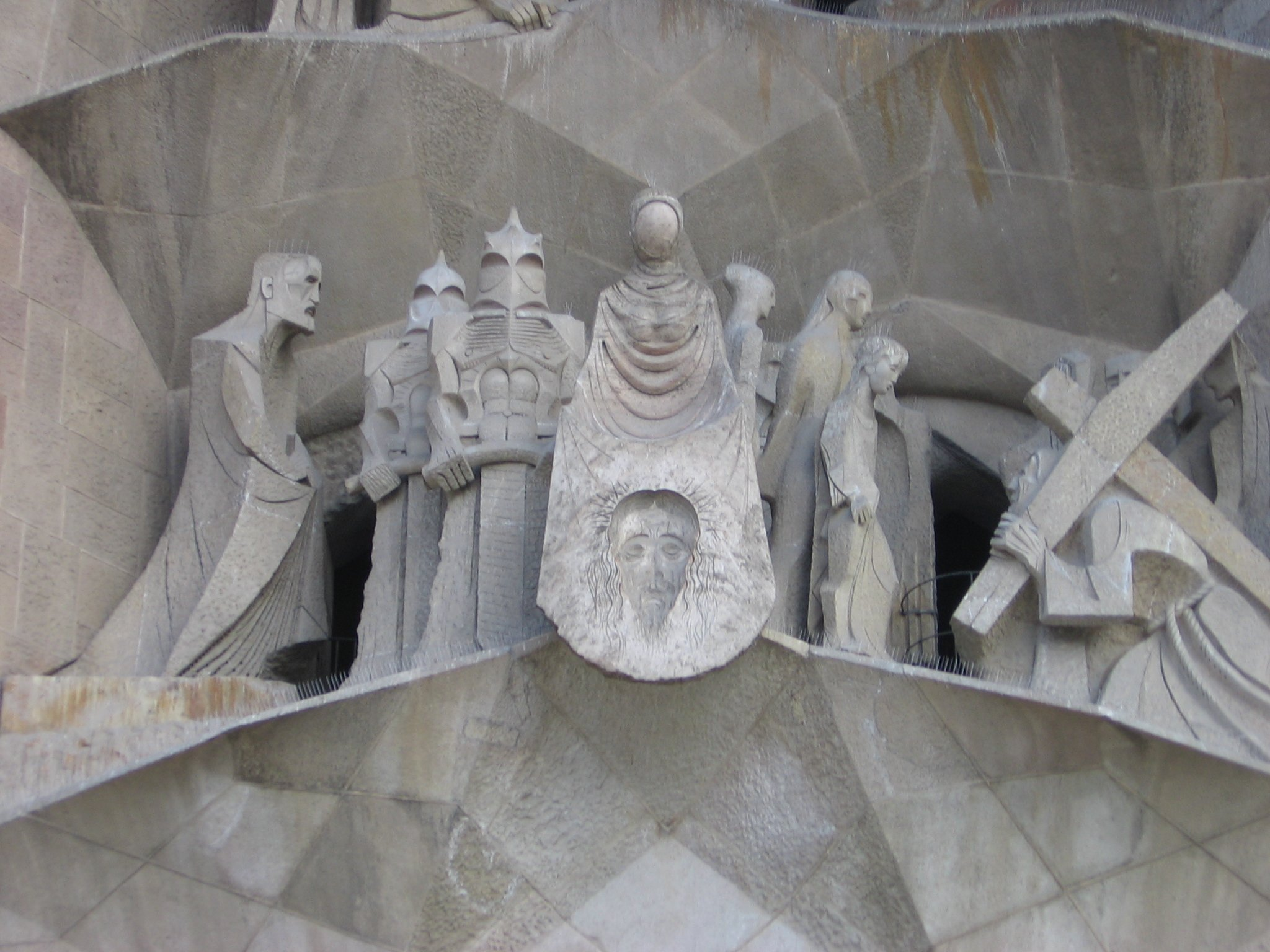
A Verónica
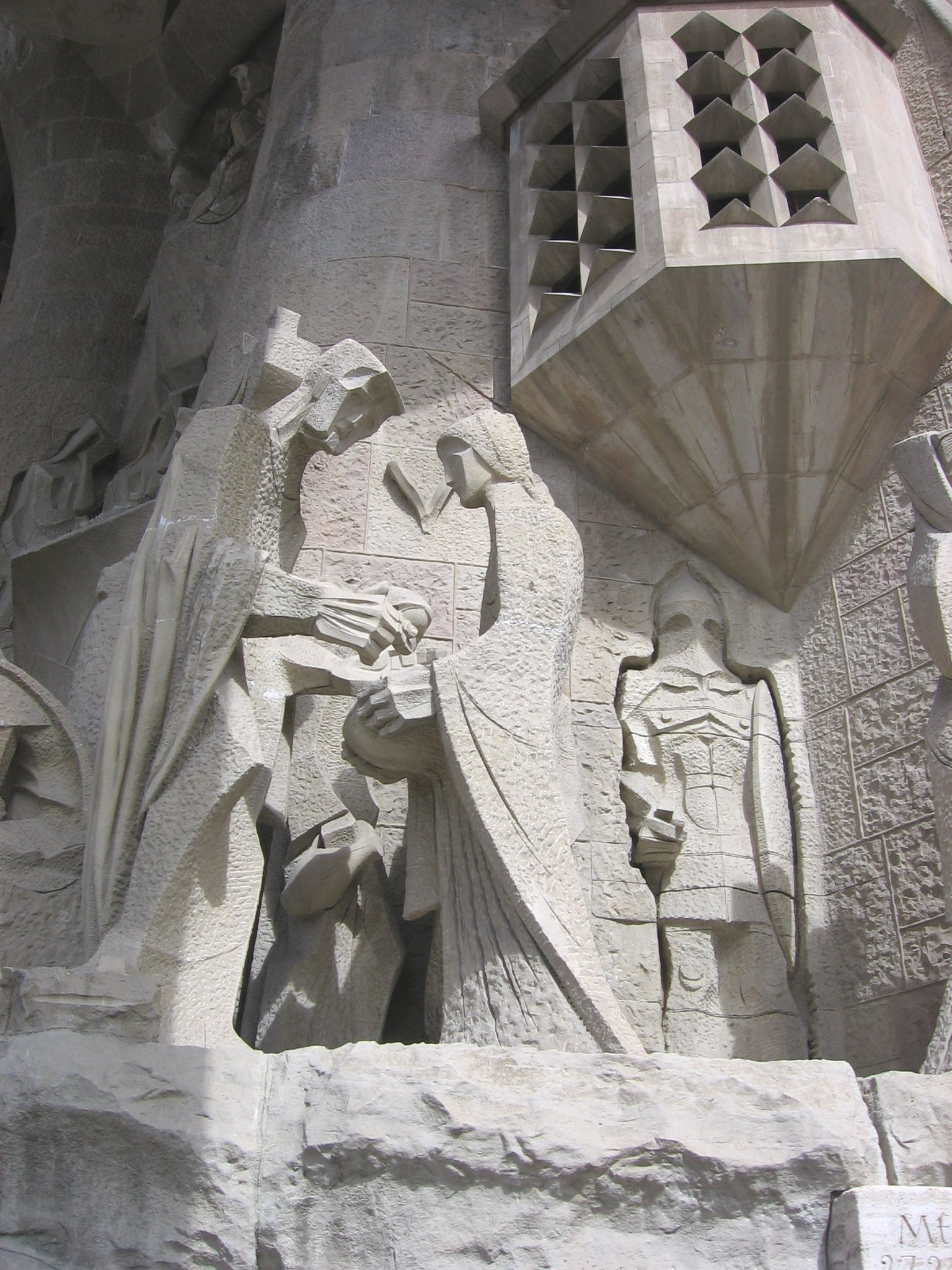
Julgamento de Jesus
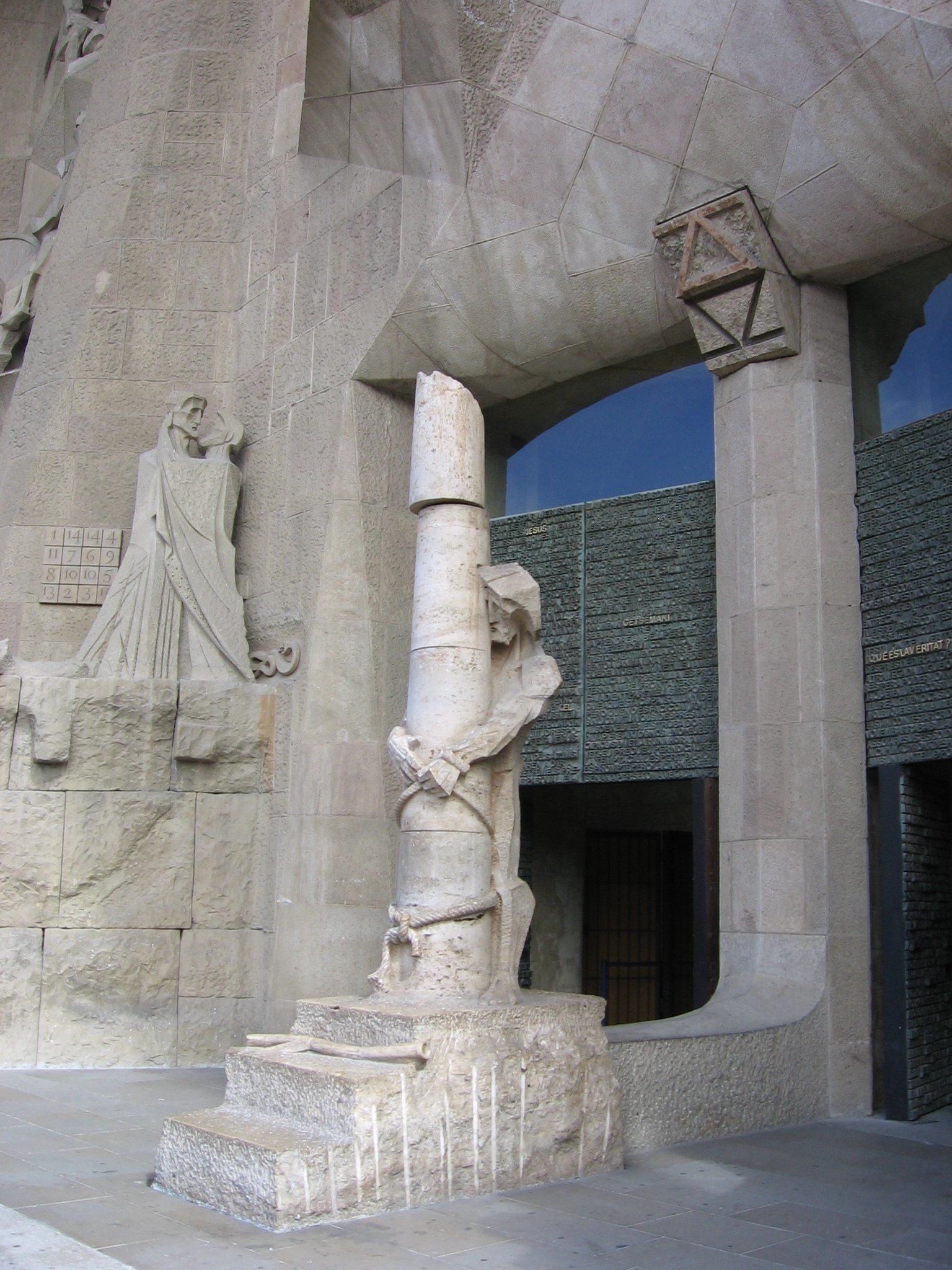
Flagelação de Jesus
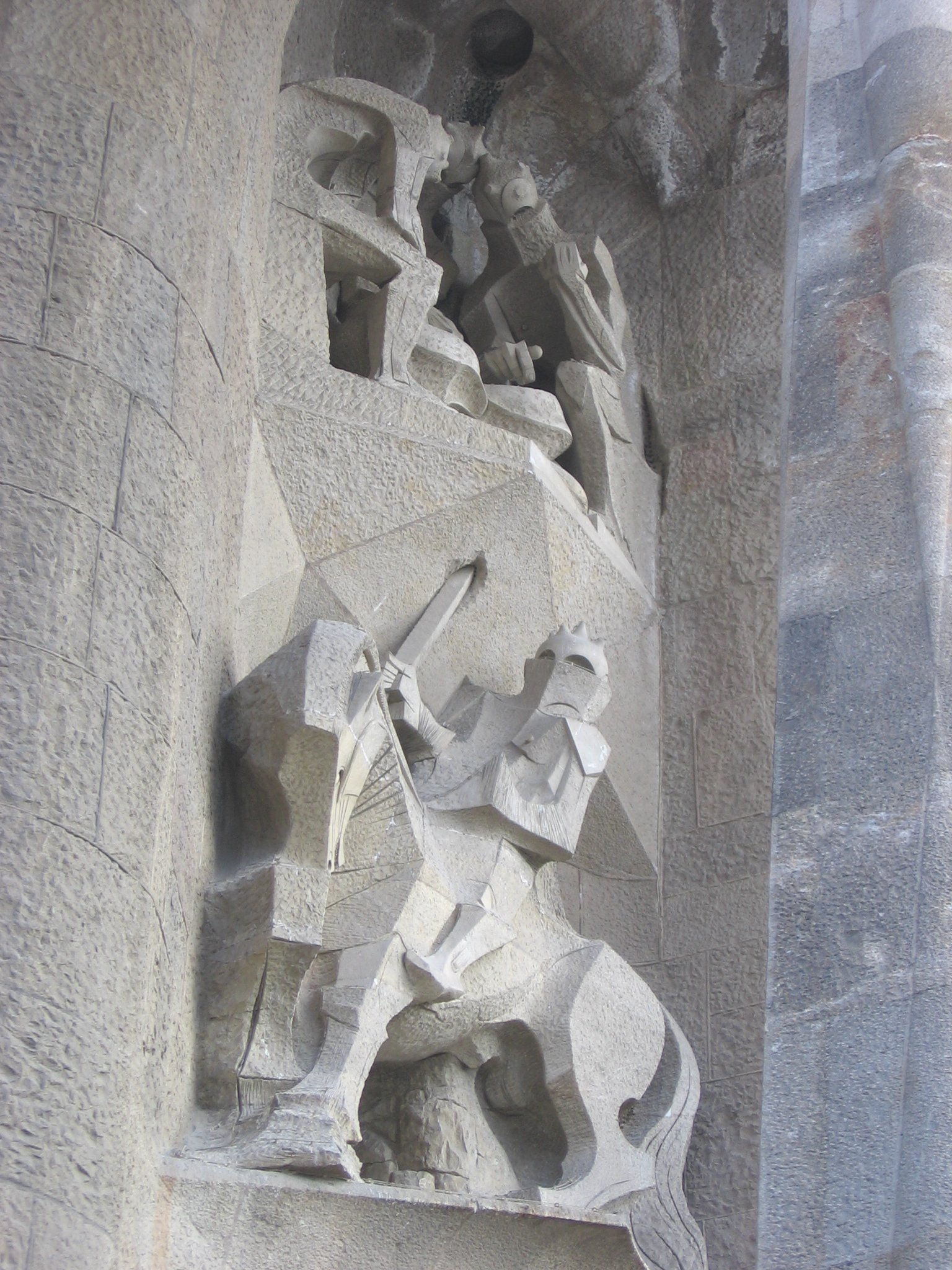
O soldado Longino
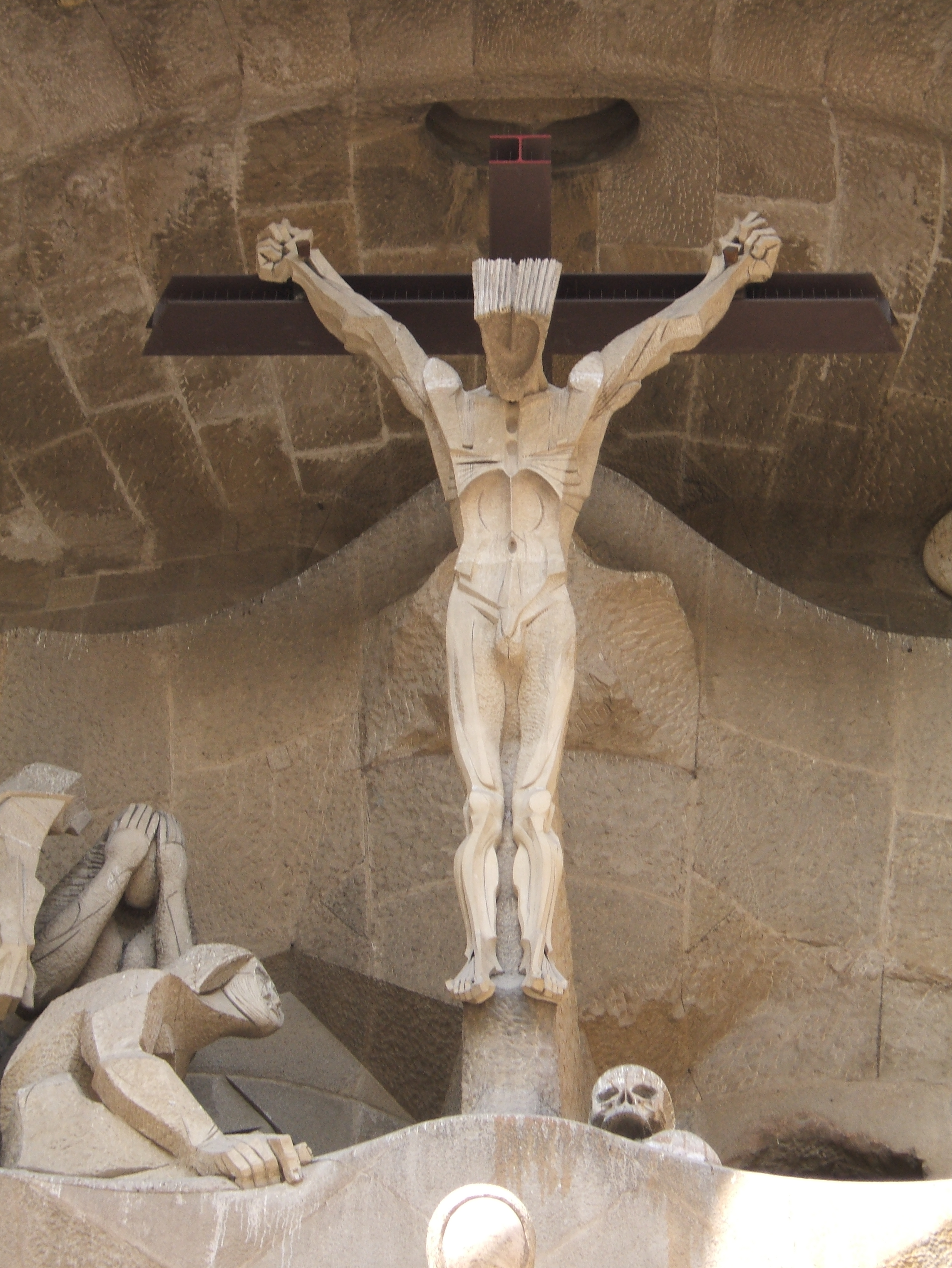
Crucificação

### Fachada da Glória

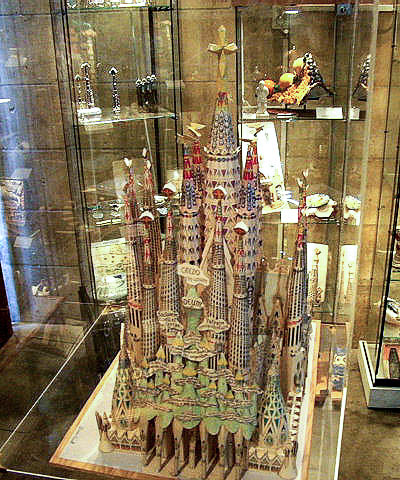
Maquete da fachada da Glória

A fachada da Glória será a maior e monumental; é a fachada principal, a que dá acesso à nave central. As obras começaram em 2002. Dedicada à Glória celestial de Jesus, representa o caminho ascensional a Deus: a Morte, o Julgamento Final e a Glória, bem como o Inferno, para todo aquele que se afasta do ditado de Deus. Para aceder ao Pórtico da Glória haverá uma grande escadaria com um terraço onde se situará o Monumento ao Fogo e a Água, com um grande piveteiro com fogo, em representação da coluna de fogo que guiou o povo eleito, e uma fonte de água, com um jato de 20 metros de altura que se dividirá em quatro cascatas, simbolizando os rios do paraíso terreal e as fontes de água viva do Apocalipse.
A escadaria criará uma passagem subterrânea na Rua Maiorca, que representa o Inferno, e estará decorado com demónios, ídolos e falsos deuses, cismas, heresias, etc. O pórtico terá sete grandes colunas dedicadas aos sete dons do Espírito Santo; nas suas bases aparecerão os sete pecados capitais, e nos capitéis as sete virtudes. Assim mesmo, haverá sete portas dedicadas aos sacramentos e às petições do Pai Nosso. Figurarão também as Bem-aventuranças e as Obras de Misericórdia corporais e espirituais. Na fachada estarão representados: Adão e Eva, como origem do ser humano; São José no seu trabalho de carpinteiro; a Fé, a Esperança e a Caridade representadas pela Arca da Aliança, a Arca de Noé e a Casa de Nazaré; a Virgem Maria; as hierarquias angélicas; e Jesus no Julgamento Final, com o Espírito Santo em forma de rosácea e Deus Pai, formando a Trindade. A fachada completar-se-á com umas grandes nuvens iluminadas que conterão em grandes letras o Credo e o Gênesis, situadas sobre 16 grandes lanternas dispostas em ordem ascendente. As torres serão as mais altas das três fachadas, e serão dedicadas a São Pedro, São Paulo, Santo André e Santiago Maior.

### As torres

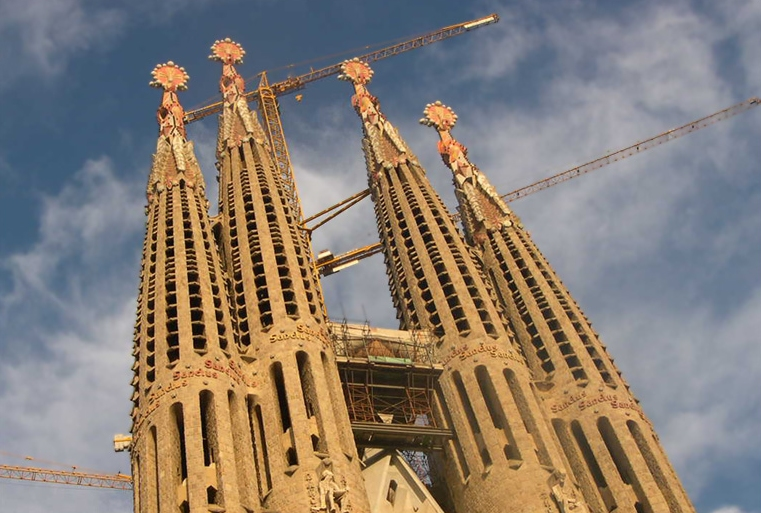
Torres do Templo Expiatório da Sagrada Família

Gaudí concebeu um templo de grande verticalidade, para que fosse visível a partir de qualquer ponto de Barcelona e se destacasse sobre a mancha de edifícios. Para isso dotou o Templo da Sagrada Família com 18 torres, 12 dos apóstolos, 4 dos evangelistas, e as torres dos zimbórios dedicados a Jesus e à Virgem Maria. Têm diferente altura, em senso ascendente: as torres da Natividade exteriores têm 98 m e as centrais 107 m; as da Paixão exteriores têm 107 m e as centrais 112 m; as da Glória erguem-se a 118 me; a torre da Virgem, 120 m; as dos evangelistas, 125 m, e a de Jesus, 170 m. As torres são uma das propostas mais inovadoras de Gaudí: cónicas e circulares, sobressaem apontadas sobre os portais, estreitando-se com a altura. Projetadas com uma torção parabólica, conferem uma tendência ascendente a todas as fachadas, sendo favorecidas por múltiplas janelas que as perfuram seguindo formas espirais.
As torres apresentam diferentes soluções segundo a sua tipologia: as dos apóstolos são terminadas por pináculos de mosaico veneziano policromo com escudos com a cruz e umas esferas brancas, que simbolizam a mitra episcopal; também figuram o Anel e o báculo episcopais, bem como as inscrições Hosanna, Excelsis e Sanctus, Sanctus, Sanctus, repetido três vezes pela Santíssima Trindade. Assim, cada torre leva inscrito o nome em latim e a palavra Apostolus junto com uma escultura do apóstolo que representa. Estas torres servem como campanário, e irão conter um total de 60 sinos, comuns e tubulares. Gaudí realizou complexos estudos de acústica para conseguir uma perfeita sonoridade. As torres dos evangelistas estarão terminadas pelas figuras alegóricas que os representam na iconografia cristã: São João, a águia; São Marcos, o leão; São Mateus, o anjo; e São Lucas, o touro. Terão dois focos cada uma. A torre de Maria situar-se-á sobre a abside, e estará terminada por uma grande estrela de 12 pontas, que simbolizará a estrela da manhã. Finalmente, a torre de Jesus estará terminada por uma grande cruz de quatro braços, de 15 metros; na sua parte central figurará um cordeiro, bem como a inscrição Tu solus Sanctus, Tu solus Dominus, Tu solus Altissimus e as palavras Amén e Aleluya. Cada um dos quatro braços da cruz terá potentes feixes de luz que serão visíveis a grandes distâncias.

### O exterior

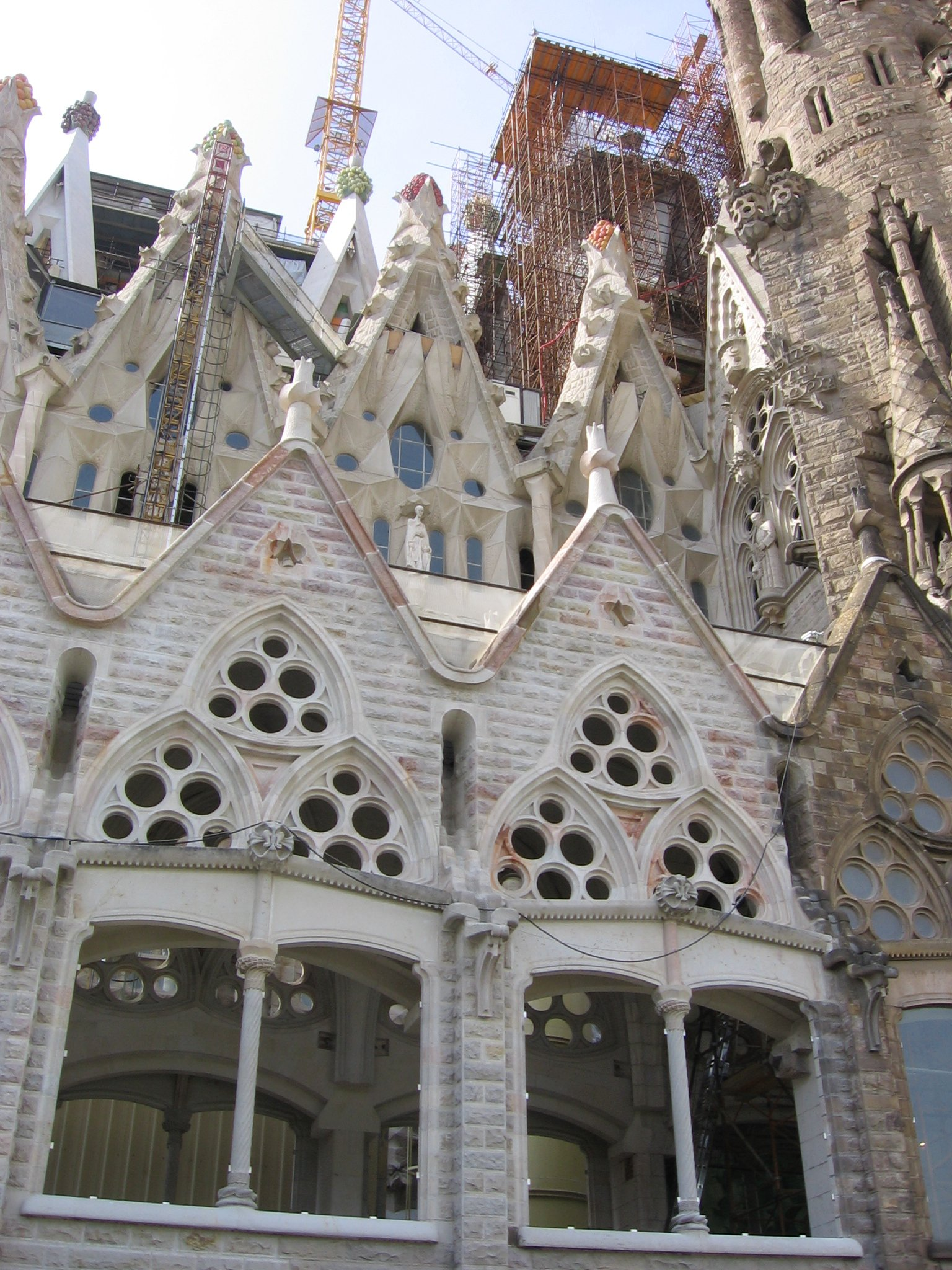
Detalhe do claustro

No exterior destaca-se o claustro, que rodeia todo o perímetro do templo. Foi uma solução original concebida por Gaudí para isolar o templo do exterior. Tal como o restante do projeto, encontra-se a quatro metros de altura, e o seu comprimento total será de 240 metros. Para os vitrais, Gaudí concebeu três tipologias diferentes, para conseguir uma transição do neogótico original à nova estrutura naturalista aplicada nos seus últimos anos: o primeiro nível, sob a cantoria, é neogótico; o segundo, sobre as cantorias, apresenta um hiperboloide elíptico rodeado de quatro circulares, sobre um friso de aberturas alongadas; o terceiro, que corresponde à nave central, tem igualmente um hiperboloide elíptico rodeado de dois hiperboloides de revolução, também sobre quatro aberturas alongadas, figurando no centro a inscrição Gloriam.
Entre os vitrais situam-se umas colunas helicoidais com as inscrições em latim aurum, thus, myrrham (ouro, incenso e mirra) e em catalão oració, sacrifici, almoina (oração, sacrifício, esmola). Também se alternam nos muros exteriores outras inscrições como: Jesus, Maria, Joseph, Sursum corda, Gratia plena e Ora pro nobis. Os vitrais terminam num frontão, cujo vértice é coroado por uma cesta de frutas, simbolizando a chuva de frutos do Espírito Santo que cai sobre os homens. No mainel sobre cada vitral há santos fundadores: Inácio de Loyola, José de Calasanz, Domingos de Gusmão, Pedro Nolasco, Raimundo de Penaforte, Francisco de Paula, Teresa de Jesus, Joaquina de Vedruna, Antonio Maria Claret, Filipe Néri, João Bosco, Vicente de Paulo, Joana de Lestonnac e Josep Manyanet.
Nas intersecções do claustro com as fachadas Gaudí projetou uns portais dedicados à Virgem: a ambos os lados da fachada da Natividade, a Virgem do Rosário e a Virgem de Montserrat; na fachada da Paixão, a Virgem da Mercê e a das Dores. Especialmente destacada é a do Rosário, que Gaudí escolheu para fazer uma demonstração de como tinha de ser a decoração do restante do templo. O portal é presidido pela Virgem com o Menino, ladeada por Santo Domingo e Santa Catarina. Outras cenas reproduzem: a Morte do Justo, com a Virgem mostrando um moribundo ao Menino Jesus, para lhe proporcionar alívio; a Tentação da Mulher, representada por um monstro em forma de peixe que oferece a uma mulher uma bolsa de dinheiro; e a Tentação do Homem, simbolizada por um diabo que oferece a um operário uma "bomba Orsini", empregada pelos anarquistas naquela época. A cada lado da porta figuram os reis David e Salomão e os profetas Isaac e Jacó. Assim mesmo, há grande profusão de rosas que enfeitam todo o pórtico, e frases como as últimas palavras da Ave-Maria: Et in hora mortis nostrae, Amem.
Nos quatro cantos do templo figurarão três obeliscos por cada uma, representando os pontos cardinais, as quatro estações, os jejuns cristãos (têmporas), relacionados pela sua vez com as ordens sacerdotais, as virtudes cardinais representadas simbolicamente, bem como símbolos de São José (lírio), a Virgem Maria (Coroa) e Jesus (variando em cada grupo). Finalmente, cada obelisco central levará três das doze estrofes do hino de Daniel dos meninos de Babilónia (Trium puerorum), um dos laterais Sancte Joseph, Ora pro nobis, e o outro Sancta Dei Genitrix, Ora pro nobis, Deo gratias.
| Ponto cardeal | Estação   | Jejum                  | Ordem sacerdotal | Virtude                                    | Símbolo de Jesus |
| ------------- | --------- | ---------------------- | ---------------- | ------------------------------------------ | ---------------- |
| Norte         | Inverno   | Têmpora de Advento     | ordens menores   | Prudência (cofre e serpente)               | Emmanuel         |
| Leste         | Primavera | Têmpora de Quaresma    | subdiaconato     | Temperança (garrafão e faca que corta pão) | cruz e INRI      |
| Sul           | Verão     | Têmpora de Pentecostes | diaconato        | Justiça (espada e balança)                 | sol e cruz       |
| Oeste         | Outono    | Têmpora de Setembro    | presbiterado     | fortaleza (elmo e couraça)                 | o seu anagrama   |

### O interior

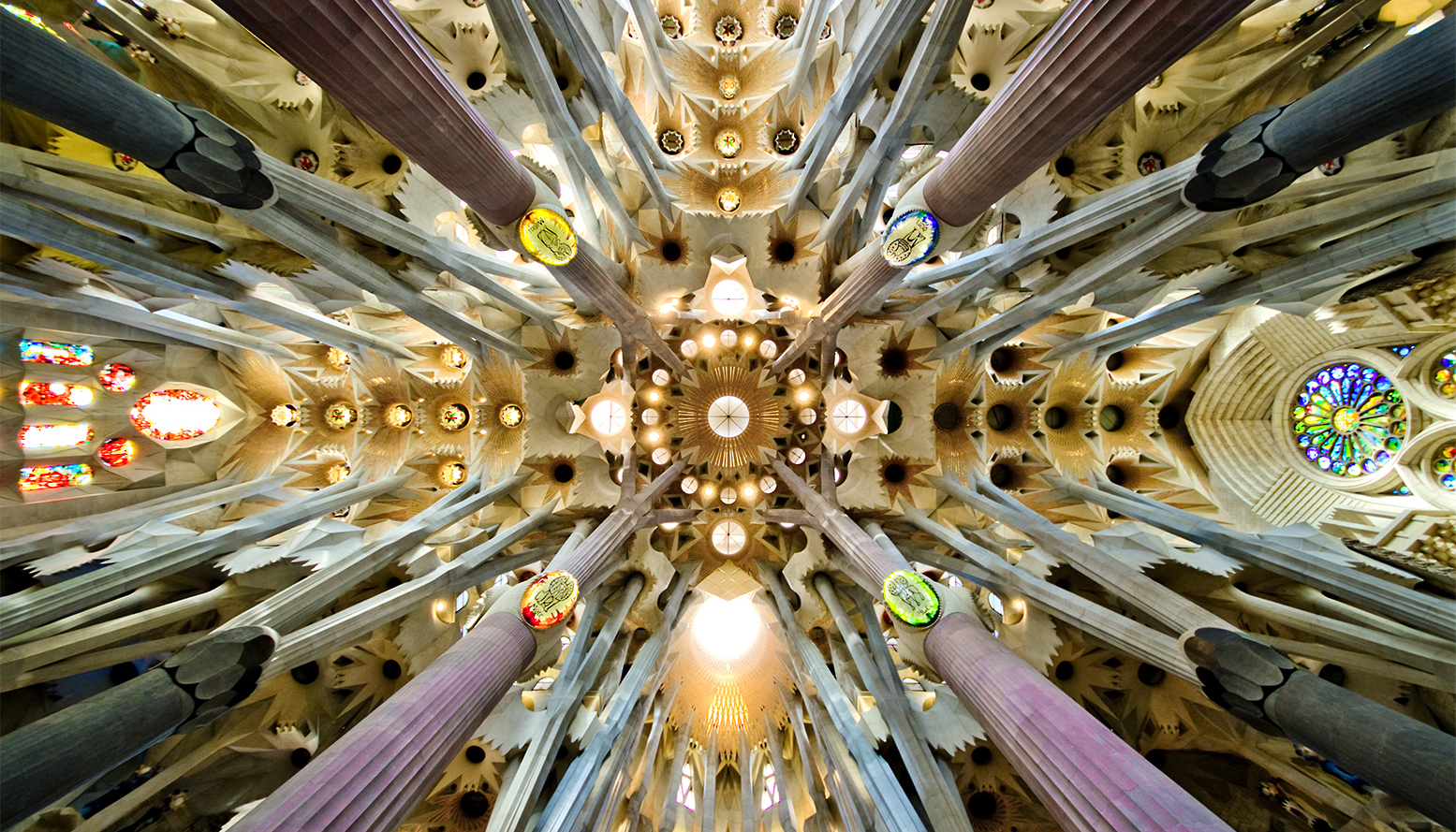
Panorama da abóbada do templo

Gaudí transitou de um primeiro projeto gótico para um estilo pessoal, orgânico, inspirado nas formas da natureza: para se livrar dos contrafortes góticos, idealizou o uso de colunas em forma de tronco de árvore, que permitem descarregar o peso das cobertas diretamente no chão, solução prática ao mesmo tempo em que estética, já que converte o interior das naves do templo num espaço orgânico que se assemelha uma floresta. Em 1987 foi iniciada a cimentação das naves; em 1997 completaram-se as abóbadas laterais e foi começada a central.
O templo tem planta de cruz latina, com cinco naves de 90 metros de comprimento, e cruzeiro de três naves de 60 metros; a nave central tem um largo de 15 metros, e 7,5 as laterais, fazendo um total de 45 metros; largo do cruzeiro, 30 metros. A altura é de 45 metros nas abóbadas da nave central e 30 nas laterais, enquanto as do zimbório central chegarão aos 60 metros. As naves laterais conterão as cantorias para os coros. A abside é lobulado, com deambulatório contorno do presbitério. O templo contará com um total de 36 colunas, que oscilarão entre 11,10 e 22,20 metros de altura, com bases de polígonos estrelados de vários lados segundo a sua situação: 6 (naves laterais), 8 (nave central), 10 (torres dos Evangelistas), 12 (torre de Jesus). Os materiais de construção variam da pedra de Montjuïc ao granito, basalto ou pórfiro.

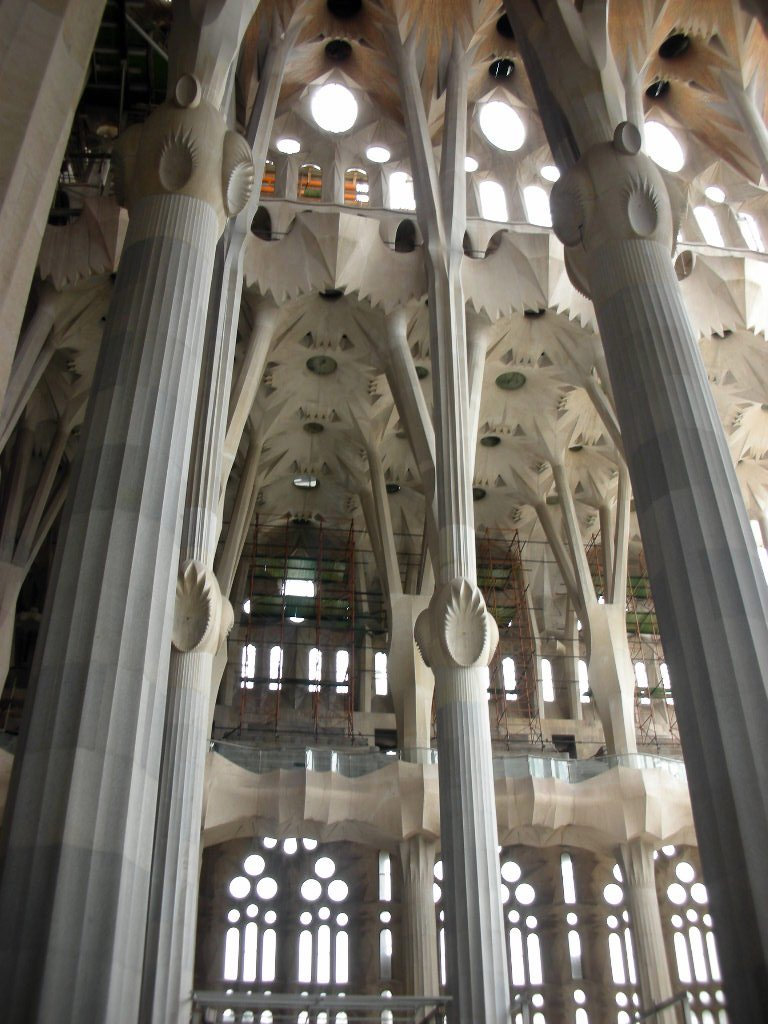
Colunas da nave central

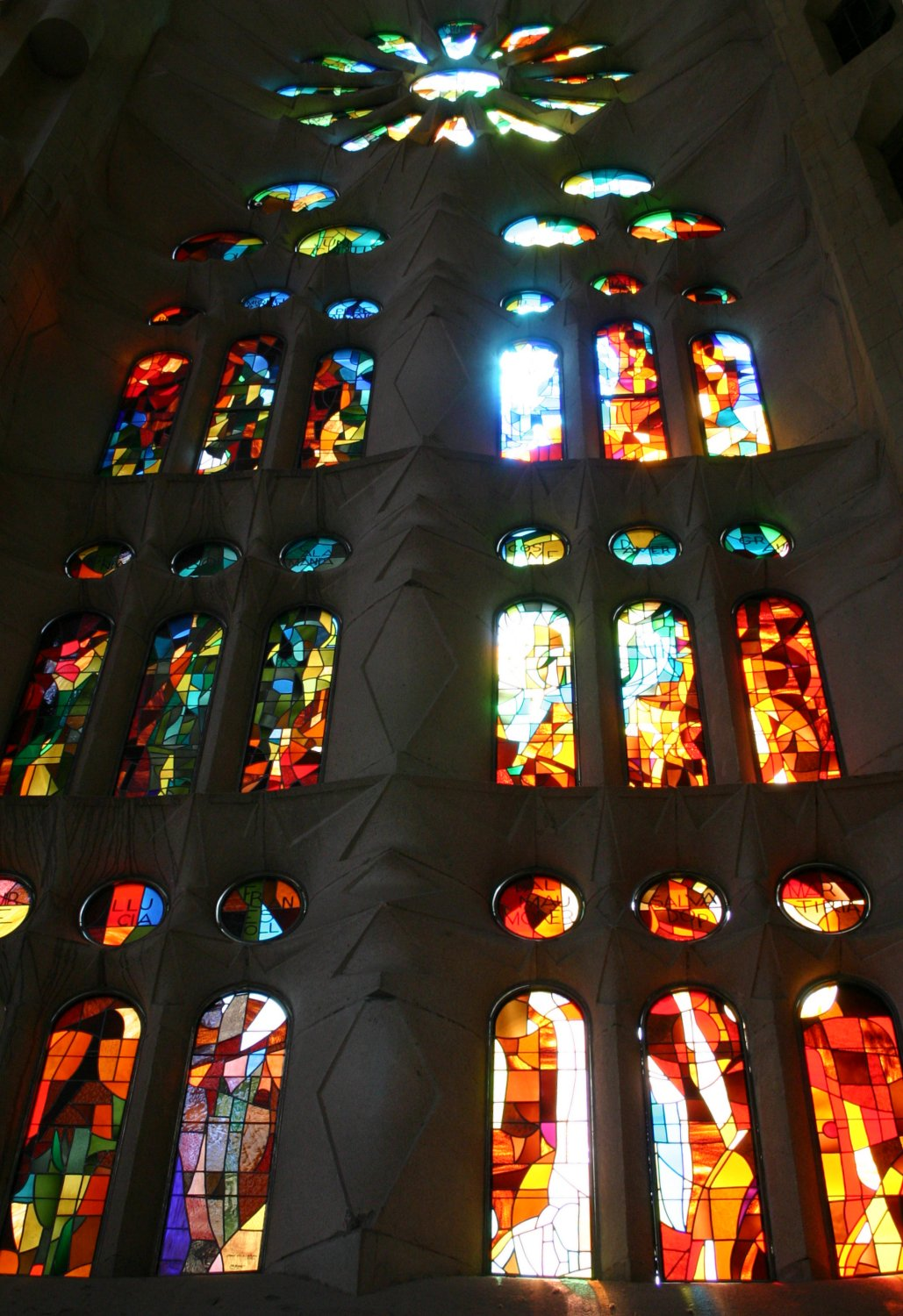
Vitral do interior do templo

As abóbadas são hiperbólicas, construídas com lajes de mosaico veneziano. Gaudí utilizou a técnica da abóbada catalã ou abóbada tabicada, que consistia na sobreposição de várias camadas de tijolos com argamassa.
As cobertas são de jeito piramidal, coroadas por uma lanterna e um farol. Os vitrais estão pensados para distribuir uma iluminação suave e harmónica, criando um efeito de recolhimento, e têm forma geométrica abstrata; os vitrais de cores são obra de Joan Vila i Grau. Gaudí realizou profundos estudos de acústica e luz para conseguir uma perfeita sonoridade e iluminação no interior do templo. Desenhou as lâmpadas, mobiliário e objetos litúrgicos do templo: os armários da sacristia, bancos dos oficiantes, faldistórios, cadeiras, confessionários, tenebrários, atris, círios pascais, etc.
Assim como o exterior, o interior terá um grande significado religioso: a cúpula da abside estará coberta com um mosaico representando as vestiduras de Deus cobrindo a abóbada celeste, e do trifório mais alto da abside suspender-se-á uma lâmpada de sete braços que simbolizará o Espírito Santo. O altar ficará enquadrado por um arco triunfal com o Calvário de Jesus, completando assim a Santíssima Trindade. O arco triunfal levará o canto de Glória do Ordinário da Missa, bem como um baldaquino coroado por uma cruz, da qual sairá uma parreira, e um lampadário de 50 candis, tal como o da basílica de São João de Latrão, em Roma.
Nos trifórios correspondentes às fachadas da Natividade e a Paixão estarão São José e Maria rodeados de anjos que, com o crucifixo do altar, completam a Sagrada Família. Nas abóbadas haverá anjos e anagramas de Jesus, José e Maria. No interior figurará também o Evangelho através da missa de cada dominicana do ano, com as epístolas correspondentes (Advento, Natal, Septuagésima, Quaresma, Páscoa e Pentecostes); também se representará a oração com as horas canónicas, cada uma com o seu hino final: (Matinas: Miserere e Te Deum laudamus; Laudes: Benedictus Dominus Jesus Israel; Vésperas: Magnificat; e Completas: Nunc dimitis). As colunas do interior têm variada simbologia: as quatro do cruzeiro são dedicadas aos evangelistas, as doze que rodeiam o cruzeiro aos apóstolos, e o restante aos bispados da Catalunha (Barcelona, Tarragona, Lérida, Girona, Vic, Urgel, Solsona, Tortosa e Perpinhão-Elna) no cruzeiro, e aos do resto da Espanha (Maiorca, Valência, Saragoça, Granada, Burgos, Sevilha, Valladolid, Toledo e Santiago de Compostela) na nave central e nas laterais os cinco continentes; cada coluna leva os padroeiros de cada diocese.
A Jerusalém Celeste estará representada no templo. Esta representação é feita com o cordeiro, a árvore da vida, os frutos do Espírito Santo, anjos, pássaros, ramos e folhas de palma como símbolo de martírio e loureiro como símbolo de inteligência. Nos vitrais das naves laterais estarão as parábolas de Jesus (Eu sou a luz, a verdade e a vida, Eu sou a Ressurreição, Eu sou a fonte de água viva, Eu sou a videira, Eu sou o bom semeador e Eu sou o Bom Pastor). Finalmente, no saliente interior dos muros laterais do templo haverá peixes em mosaico, uns nadando para o altar com a boca aberta e outros voltando com a hóstia na boca, simbolizando os fiéis sedentos pela Eucaristia.

## Equipa construtora
À época de Gaudí colaboraram com ele muitos dos seus discípulos e ajudantes, como Francesc Berenguer, Josep Maria Jujol, Josep Francesc Ràfols, Cèsar Martinell, Joan Bergós i Massó, Francesc Folguera, Josep Canaleta e Joan Rubió. Quando Gaudí morreu, encarregou-se das obras outro dos seus discípulos, Domènec Sugrañes i Gras, que finalizou a construção das três torres da fachada da Natividade que ficaram pendentes.
Após um período em que as obras estiveram paradas, em 1944 foram reiniciadas por uma equipa composta por Francesc Quintana, Isidre Puig i Boada, Lluís Bonet i Garí e Francesc Cardoner, que passou a dirigir a obra em 1983. Esta equipa encarregou-se nomeadamente da construção da fachada da Paixão, seguindo os planos e maquetes deixados por Gaudí, procurando seguir o estilo deste. Em 1985 foi nomeado como diretor Jordi Bonet i Armengol, com uma equipa no qual figuram Carles Bujadé, Joan Margarit i Consarnau, Jordi Fauli i Oller, Josep Gómez e Mark Burry. Esta equipa encarregou-se nomeadamente da parte interior do templo, conseguindo até ao presente cobrir as abóbadas das naves centrais e laterais. De novo os critérios pontuados por Gaudí foram seguidos, ainda que com pequenas inovações, sobretudo no uso de novos materiais como o concreto (betão) e na aplicação de novas tecnologias.
| A lista de diretores das obras é a seguinte: - 1882-1883 — Francisco de Paula del Villar y Lozano - 1883-1926 — Antoni Gaudí - 1926-1936 — Domènec Sugrañes i Gras - 1944-1966 — Francesc Quintana - 1966-1974 — Isidre Puig i Boada - 1974-1983 — Lluís Bonet i Garí - 1983-1985 — Francesc Cardoner - 1985-... — Jordi Bonet i Armengol |  | - Francisco de Paula del Villar y Lozano - Antoni Gaudí - Francesc Berenguer - Domènec Sugrañes |

## O Museu

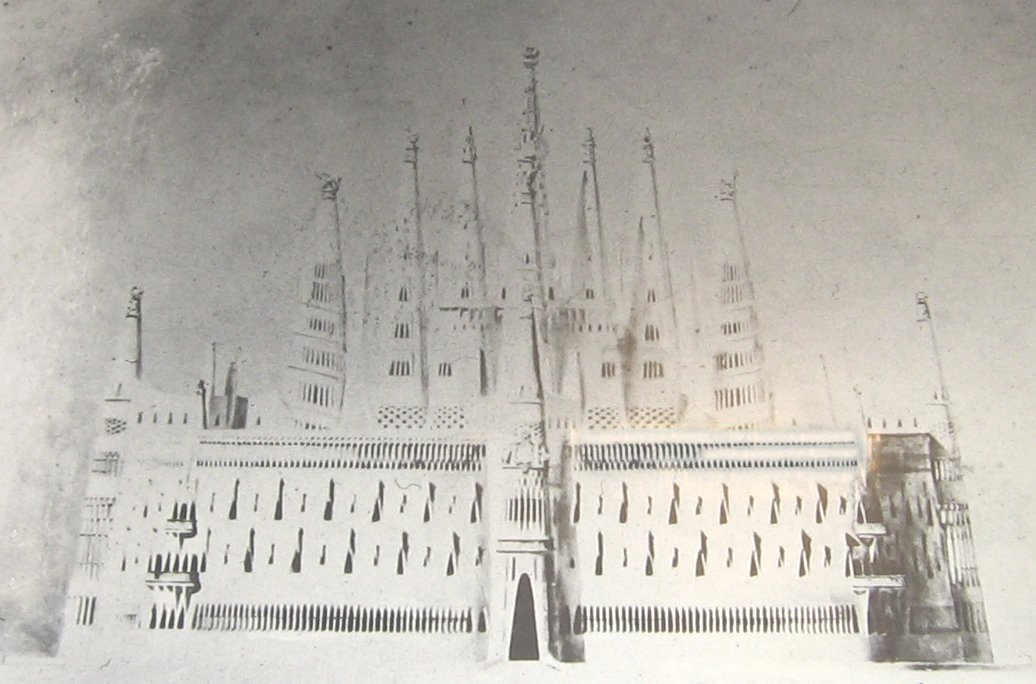
Projeto de Missões Franciscanas em Tânger, que serviu de modelo para as torres da Sagrada Família. Desenho original de Gaudí exposto no Museu da Sagrada Família

A Sagrada Família conta com um espaço habilitado como museu, situado na cave do templo, na parte inferior correspondente ao cruzeiro, onde antigamente se situavam as oficinas. Inaugurado a 29 de junho de 1961, mostra planos e desenhos originais de Gaudí, maquetes do templo e diversos objetos relacionados com o projeto, destacando-se os móveis litúrgicos desenhados por Gaudí. Também se destaca a maquete polifunicular invertida de cordel e pesos para calcular a estrutura do edifício e desenhar a forma da igreja da Colónia Güell à escala 1/15, na qual Gaudí se baseou para muitas das soluções estruturais da Sagrada Família. Foi também reabilitado o espaço formado pelas Escolas da Sagrada Família, recentemente instaladas num lateral da fachada da Paixão, para exposição dedicada nomeadamente às múltiplas soluções estruturais concebidas por Gaudí, com especial ênfase nos seus estudos geométricos. O Museu conta igualmente com uma sala dedicada aos colaboradores do arquiteto, bem como uma de audiovisuais. Além das amostras referentes à Sagrada Família também se exibem diferentes objetos, planos, desenhos e fotografias sobre as diversas obras de Gaudí, bem como testemunhos biográficos do arquiteto. Também se realizam exposições temporárias dedicadas a diferentes aspetos do projeto de Gaudí.

## Informações complementares

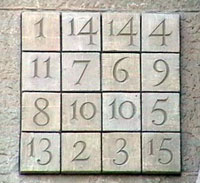
Quadrado mágico da Fachada da Paixão

- Na Fachada da Paixão, Subirachs acrescentou, ao lado de O beijo de Judas, um quadrado mágico de 16 cifras que, quando somadas quatro delas em qualquer direção, resultam em 33, a idade que a tradição afirma que Cristo tinha ao falecer.
- Apenas a parte construída por Gaudí na Sagrada Família (cripta e fachada da Natividade) é que foi declarada Património da Humanidade pela UNESCO em 2005.[75]
- Estima-se a conclusão da construção em 2026, tendo esta data sido antecipada de hipóteses avançadas antes graças às modernas tecnologias relacionadas com o entalhamento de pedra, como máquinas com controlo numérico por computador, enquanto na fase inicial da construção a pedra era talhada à mão[76] Em 2008, a abertura ao culto estava prevista para setembro de 2010.[77] Nestas estimativas também era ponderado o contributo através dos donativos.
- Em 2008 previa-se que no final da construção terá início a restauração da parte mais antiga.
- Alguns arquitetos catalães têm reivindicado a paragem da construção,[77] com o intuito de respeitar os desenhos originais de Gaudí, que não são exaustivos da obra e têm sido completados mais recentemente.
- A Sagrada Família é também conhecida popularmente como "A catedral dos pobres", por causa do quadro homónimo do pintor modernista Joaquim Mir.[78]
- O templo foi escolhido por voto popular como um dos doze tesouros da Espanha.[79]
- Os túmulos de Josep Maria Bocabella e de Antoni Gaudí encontram-se na cripta.
- Está projetada a construção de um túnel para o comboio de alta velocidade AVE junto aos alicerces da fachada principal da Sagrada Família. Embora frente de duas das fachadas do templo haja estações de metro a muito escassa distância e profundeza, começou uma campanha contra a construção deste túnel, argumentando que o mesmo poderia afetar negativamente o templo. Técnicos de várias universidades apoiaram esta campanha.[80]
- O templo é servido pela estação Sagrada Família da Linha 2 e Linha 5 do Metropolitano de Barcelona.
- Em 2016 as autoridades espanholas perceberam que nunca lhe tinha sido atribuída uma licença para as obras, tornando a construção ilegal. Em 2019 foi feito um acordo entre as autoridades municipais de Barcelona e os empreiteiros. Em troca da licença — que tem o valor de 4,6 milhões de euros — as empresas terão de pagar 36 milhões de euros até 2029. O dinheiro servirá para fazer obras de melhoramento na zona à volta da basílica e para investir no serviço de transportes públicos.[81]